# Byzantinisches Reich

Die Gebietsveränderungen des Byzantinischen Reiches

Das Byzantinische Reich (auch Oströmisches Reich oder kurz Byzanz bzw. Ostrom) war die unmittelbare Fortsetzung des Römischen Reiches im östlichen Mittelmeerraum. Das Reich ging aus der Reichsteilung von 395 hervor und existierte bis zur Eroberung Konstantinopels durch die Osmanen im Jahr 1453, womit es den Untergang Westroms um fast 1000 Jahre überdauerte.
Die Bezeichnung (die sich von Byzanz, dem ursprünglichen Namen der Hauptstadt Konstantinopel, herleitet) ist modernen Ursprungs. In der Spätantike und im Mittelalter lautete die Eigenbezeichnung Βασιλεία τῶν Ῥωμαίων (Basileia tōn Rhōmaiōn „Reich der Römer“). Zur Zeit seiner größten Ausdehnung in der Mitte des sechsten Jahrhunderts schloss das Reich zurückeroberte Provinzen des untergegangenen Westreichs ein und erstreckte sich von Südspanien über Italien, die Balkanhalbinsel, Kleinasien und Syrien bis nach Ägypten und über weitere Teile Nordafrikas. Seit dem siebten Jahrhundert weitgehend auf Kleinasien und Südosteuropa beschränkt, war es während der längsten Zeit seiner Existenz dennoch das mächtigste, reichste und kulturell bedeutendste Staatswesen der Christenheit.
Die Geschichte des Reiches war vom Abwehrkampf gegen äußere Feinde geprägt, der seine Kräfte erheblich beanspruchte und seine Ressourcen in der Spätzeit erschöpfte. Zuvor wechselten sich Phasen des Rückzugs, etwa nach den Gebietsverlusten im siebten Jahrhundert, mit solchen der Expansion ab, wie während der Eroberungen im zehnten und elften Jahrhundert. Im Inneren kam es immer wieder zu unterschiedlich stark ausgeprägten theologischen Auseinandersetzungen sowie zu vereinzelten Bürgerkriegen, doch blieb das an römischen Strukturen orientierte staatliche Fundament bis ins frühe 13. Jahrhundert weitgehend intakt.
Da die Christianisierung Osteuropas wesentlich von Byzanz ausging, übte es einen starken Einfluss auf Kunst und Kultur der Länder der Orthodoxie aus. Dies betrifft insbesondere Griechenland, Bulgarien und Russland, die sich zeitweilig als Nachfolger Ostroms betrachteten. Aber auch für Westeuropa ist der byzantinische Einfluss von großer Bedeutung. Da das Erbe der Antike in Byzanz stärker bewahrt wurde, nahm das Reich vor und während der Renaissance eine wichtige kulturelle Mittlerrolle ein. Bedeutende Werke der Antike, etwa des Rechts oder der Literatur sind dem Westen durch byzantinische Gelehrte überliefert worden.

## Begriffsbestimmung und Begriffsgeschichte

Staatswappen des Byzantinischen Reiches unter den Palaiologen: Der Doppeladler symbolisierte den Herrschaftsanspruch des christlich-römischen Kaisers über beide Reichshälften.

Der Byzantinist Georg Ostrogorsky charakterisierte das Byzantinische Reich als eine Mischung aus römischem Staatswesen, griechischer Kultur und christlichem Glauben.
In der modernen Forschung wird die Geschichte des Byzantinischen Reiches in drei Phasen unterteilt:
1. die spätantik-frühbyzantinische Zeit (um 300 bis Mitte des 7. Jahrhunderts), in der das Reich als Osthälfte des Imperium Romanum noch antik-römisch geprägt war und als intakte Großmacht den gesamten östlichen Mittelmeerraum kontrollierte;
2. die mittelbyzantinische Zeit (Mitte des 7. Jahrhunderts bis 1204/1261), in der sich das nun vollkommen gräzisierte Reich nach großen Gebietsverlusten wieder konsolidierte und immer noch ein bedeutender Machtfaktor im Mittelmeer war;
3. die spätbyzantinische Zeit (1204/1261 bis 1453), in der das Reich auf einen Stadtstaat zusammenschrumpfte und in der Region politisch keine Rolle mehr spielte.

Neben dieser traditionellen Periodisierung existieren auch teils davon abweichende Überlegungen; so setzt sich in der neueren Forschung zunehmend die Tendenz durch, die im engeren Sinne „byzantinische“ Geschichte erst mit dem späten sechsten oder dem siebten Jahrhundert beginnen zu lassen und die Zeit davor der (spät-)römischen Geschichte zuzurechnen. Zwar ist diese Position nicht unumstritten, doch in der Praxis beschäftigten sich mit der oströmischen Geschichte vor dem frühen 7. Jahrhundert heute in der Tat vor allem Althistoriker, während sich die meisten Byzantinisten inzwischen auf die Folgezeit konzentrieren. 
Die von der Hauptstadt abgeleiteten Bezeichnungen Byzantiner und Byzantinisches Reich sind modernen Ursprungs. Einige Byzantinisten wie Anthony Kaldellis plädieren daher in jüngerer Zeit dafür, den Terminus Byzanz zugunsten von Ostrom gänzlich aufzugeben, da es keinen relevanten Kontinuitätsbruch zwischen Antike und Mittelalter gegeben habe. Die Byzantiner – und die Griechen bis ins 19. Jahrhundert hinein – betrachteten und bezeichneten sich selbst als „Römer“ (Ῥωμαῖοι Rhōmaîoi; vergleiche Rhomäer). Das Wort „Griechen“ (Ἕλληνες Héllēnes/Éllines) wurde fast nur für die vorchristlichen, paganen griechischen Kulturen und Staaten verwendet. Erst um 1400 bezeichneten sich auch einige gebildete Byzantiner wie Georgios Gemistos Plethon als „Hellenen“. Zeitgenossen sprachen stets von der Βασιλεία τῶν Ῥωμαίων (Basileía tōn Rhōmaíōn/Vasilía ton Romäon „Reich der Römer“) oder der Ῥωμαϊκὴ Αὐτοκρατορία (Rhōmaïkḗ Autokratoría/Romaikí Aftokratoría „Römischer Herrschaftsbereich“ bzw. „Römisches Kaiserreich“; dies ist die direkte Übersetzung des lateinischen Imperium Romanum ins Griechische). Nach ihrem Selbstverständnis waren sie also nicht die Nachfolger des Römischen Reiches – sie waren das Römische Reich. Deutlich wird dies auch dadurch, dass die Bezeichnungen „Oströmisches“ und „Weströmisches Reich“ modernen Ursprungs sind und es nach zeitgenössischer Auffassung nur ein Reich unter zwei Kaisern gab, solange beide Reichsteile existierten. 
Formal war dieser Anspruch berechtigt, da es im Osten keinen Einschnitt wie im Westen gegeben hatte und Byzanz in einem weitaus nahtloser an die Spätantike anschließenden Zustand fortbestand, der sich erst nach und nach veränderte und zu einer Gräzisierung des Staates unter Herakleios führte. Allerdings war bereits vorher die vorherrschende Identität des Oströmischen Reiches griechisch und Latein nur die Sprache der Herrschaft gewesen, die in der Armee, am Hof und in der Verwaltung benutzt wurde, nicht im Alltag. Altgriechisch und seit der Wende um 600 das Mittelgriechische, lautlich mit dem heutigen Griechisch schon fast identisch, ersetzte nicht nur seit Herakleios Latein als Amtssprache, sondern war auch die Sprache der Kirche, Literatursprache (bzw. Kultursprache) und Handelssprache.
Das Oströmische/Byzantinische Reich verlor seinen römisch-spätantiken Charakter erst im Laufe der arabischen Eroberungen im siebten Jahrhundert. Es sah sich zeit seines Bestehens als unmittelbar und einzig legitimes, weiterbestehendes Römisches Kaiserreich und leitete daraus einen Anspruch auf Oberhoheit über alle christlichen Staaten des Mittelalters ab. Dieser Anspruch war zwar spätestens seit dem 7. Jahrhundert nicht mehr durchsetzbar, wurde aber in der Staatstheorie konsequent aufrechterhalten.

## Politische Geschichte

### Die Spätantike: Das Oströmische Reich

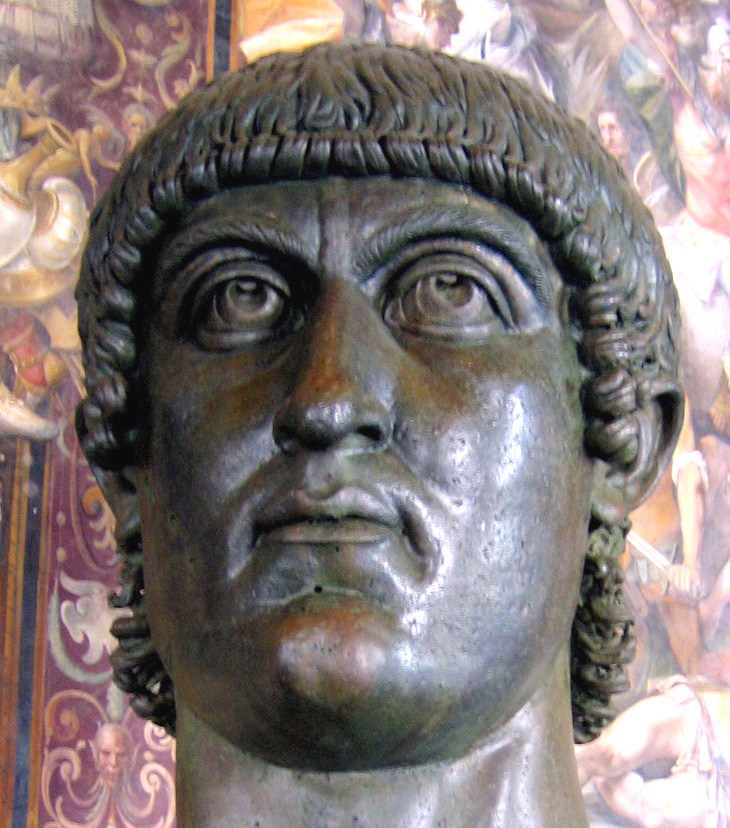
Kopf einer zeitgenössischen Kolossalstatue Konstantins I. (Kapitolinische Museen, Rom)

#### Die Reichsteilungen seit Konstantin dem Großen
Die Wurzeln des Byzantinischen Reiches liegen in der römischen Spätantike (284–641). Das Byzantinische Reich stellte keine Neugründung dar, vielmehr handelt es sich um die bis 1453 weiter existierende östliche Hälfte des 395 endgültig geteilten Römerreichs, also um die direkte Fortsetzung des Imperium Romanum. Die damit verbundene Frage, wann die byzantinische Geschichte konkret beginnt, ist allerdings nicht eindeutig zu beantworten, da verschiedene Forschungsansätze möglich sind. Vor allem in der älteren Forschung wurde als Beginn oft die Regierungszeit Kaiser Konstantins des Großen (306 bis 337) angesehen, während in der neueren Forschung die Tendenz vorherrscht, erst die Zeit ab dem 7. Jahrhundert als „byzantinisch“ und die davor liegende Zeit noch als zur römischen Spätantike gehörig zu charakterisieren, wenngleich auch dies nicht unumstritten ist.
Konstantin setzte sich in einem von 306 bis 324 dauernden Machtkampf im Imperium als Alleinherrscher durch (im Westen bereits seit 312), reformierte Heer und Verwaltung und festigte das Reich nach außen. Er begünstigte als erster römischer Kaiser aktiv das Christentum (konstantinische Wende), was enorme Auswirkungen hatte; zum anderen schuf er die spätere Hauptstadt des Byzantinischen Reiches. Zwischen 325 und 330 ließ er die alte griechische Polis Byzanz großzügig ausbauen und benannte sie nach sich selbst in Konstantinopel um (allerdings blieb auch Byzantion als alternativer Name der Stadt gebräuchlich). Bereits zuvor hatten sich Kaiser Residenzen gesucht, die näher an den bedrohten Reichsgrenzen lagen und/oder besser zu verteidigen waren als Rom, das spätestens nach der kurzen Herrschaft des Kaisers Maxentius in der Regel nicht mehr Sitz der Kaiser, sondern nur noch ideelle Hauptstadt war. Allerdings erhielt Konstantinopel im Unterschied zu anderen Residenzstädten einen eigenen Senat, der unter Konstantins Sohn Constantius II. dem römischen formal gleichgestellt wurde. Mehr und mehr entwickelte sich die Stadt in der Folgezeit zum verwaltungsmäßigen Schwerpunkt des östlichen Reichsteils, auch wenn ein Kaiser wie Valens (364 bis 378) noch Antiochia am Orontes bevorzugte. Gegen Ende des 4. Jahrhunderts kamen sogar die Bezeichnungen Nova Roma und Νέα Ῥώμη (Néa Rhṓmē) auf – das „Neue Rom“. Trotz dieses bewussten Gegensatzes zur alten Hauptstadt blieb das alte Rom weiterhin der Bezugspunkt der Reichsideologie. Seit der Zeit des Kaisers Theodosius I. (379 bis 395) war Konstantinopel dann die dauerhafte Residenz der im Osten regierenden römischen Kaiser.

Das von Konstantin eingeführte Labarum mit dem Christusmonogramm

Nach Konstantins Tod 337 gab es zumeist mehrere Augusti im Imperium, denen die Herrschaft über bestimmte Reichsteile oblag. Dabei wurde allerdings zugleich die Einheit des Imperium Romanum nie in Frage gestellt, vielmehr handelte es sich um ein Mehrkaisertum mit regionaler Aufgabenteilung, wie es seit Diokletian üblich geworden war. Den Osten regierten Constantius II. (337 bis 361), Valens (364 bis 378) und Theodosius I. (379 bis 395). Nach dem Tod des Theodosius, der 394/395 als letzter Kaiser kurzzeitig faktisch über das gesamte Imperium herrschte, wurde das Römische Reich 395 erneut in eine östliche und eine westliche Hälfte unter seinen beiden Söhnen Honorius und Arcadius aufgeteilt. Solche „Reichsteilungen“ hatte es zwar schon oft gegeben, aber diesmal erwies sie sich als endgültig: Arcadius, der in Konstantinopel residierte, gilt daher manchen Forschern als erster Kaiser des Oströmischen beziehungsweise Frühbyzantinischen Reiches. Dennoch galten weiterhin alle Gesetze in beiden Reichshälften (sie wurden meist im Namen beider Kaiser erlassen), und der Konsul des jeweils anderen Teiles wurde anerkannt. Umgekehrt rivalisierten beide Kaiserhöfe während des fünften Jahrhunderts um den Vorrang im Gesamtreich.

Die Reichsteilung von 395

Im späten vierten Jahrhundert, zur Zeit der beginnenden sogenannten Völkerwanderung, war zunächst die östliche Reichshälfte Ziel germanischer Kriegerverbände wie der West- und der Ostgoten. In der Schlacht von Adrianopel erlitt das oströmische Heer 378 eine schwere Niederlage gegen meuternde (West-)Goten, denen dann 382 Theodosius I. südlich der Donau als formal reichsfremde foederati Land zuwies. Seit Beginn des fünften Jahrhunderts richteten sich die äußeren Angriffe dann aber zunehmend auf das militärisch und finanziell schwächere Westreich, das zugleich in endlosen Bürgerkriegen versank, die zu einem langsamen Zerfall führten. Ob den germanischen Kriegern eine entscheidende Rolle beim Untergang Westroms zukam, ist in der neueren Forschung sehr umstritten. Im Osten konnte hingegen weitgehende innenpolitische Stabilität bewahrt werden. Nur vereinzelt musste sich Ostrom der Angriffe des neupersischen Sassanidenreichs erwehren, des einzigen gleichrangigen Konkurrenten Roms, mit dem aber zwischen 387 und 502 fast durchgängig Frieden herrschte. 410 wurde die Stadt Rom von meuternden westgotischen foederati geplündert, was auch im Osten eine deutliche Schockwirkung auf die Römer hatte, während die östliche Reichshälfte, abgesehen vom Balkanraum, den wiederholt Kriegerverbände durchzogen, weitgehend unbehelligt blieb und vor allem den inneren Frieden (pax Augusta) alles in allem wahren konnte. Ostrom versuchte durchaus, die Westhälfte zu stabilisieren, und intervenierte wiederholt mit Geld und Truppen. So wurde die erfolglose Flottenexpedition gegen die Vandalen 467/468 wesentlich von Ostrom getragen. Doch letztlich war der Osten zu sehr mit der eigenen Konsolidierung beschäftigt, um den Verfall des Westreichs aufhalten zu können.

#### Das Oströmische Reich nach dem Untergang des Westreichs
Im späteren fünften Jahrhundert hatte auch das Ostreich mit schweren Problemen zu kämpfen. Einige politisch bedeutsame Positionen wurden von Soldaten, nicht selten Männer „barbarischer“ Herkunft, dominiert (insbesondere in Gestalt des magister militum Aspar), die immer unbeliebter wurden: Es drohte die Gefahr, dass auch in Ostrom, so wie es bereits zuvor im Westen geschehen war, die Kaiser und die zivile Administration dauerhaft unter die Vorherrschaft mächtiger Militärs geraten würden. Unter Kaiser Leo I. (457–474), dem ersten Kaiser der Thrakischen Dynastie versuchte man daher, die vor allem aus foederati bestehende Gefolgschaft Aspars zu neutralisieren, indem man gegen sie insbesondere Isaurier, die Bewohner der Berge Südostkleinasiens waren, also Reichsangehörige, ausspielte. Leo stellte zudem eine neue kaiserliche Leibgarde auf, die excubitores, die dem Herrscher persönlich treu ergeben waren; auch unter ihnen fanden sich viele Isaurier. In Gestalt von Zeno konnte einer von ihnen 474 sogar den Kaiserthron besteigen, nachdem Aspar 471 ermordet worden war. Auf diese Weise gelang es den Kaisern zwischen 470 und 500 schrittweise, das Militär wieder unter Kontrolle zu bringen. Denn unter Kaiser Anastasios I. konnte dann bis 498 auch der gewachsene Einfluss der Isaurier unter großen Kraftanstrengungen wieder zurückgedrängt werden. In der neueren Forschung wird die Ansicht vertreten, dass die Ethnizität der Beteiligten bei diesem Machtkampf in Wahrheit eine untergeordnete Rolle gespielt habe: Es sei nicht etwa um einen Konflikt zwischen „Barbaren“ und „Römern“, sondern vielmehr um ein Ringen zwischen dem kaiserlichen Hof und der Armeeführung gegangen, in dem sich die Kaiser zuletzt durchsetzen konnten. Das Heer blieb zwar auch weiterhin von auswärtigen, oft germanischen, Söldnern geprägt; der Einfluss der Feldherren auf die Politik war fortan allerdings begrenzt, und die Kaiser gewannen wieder stark an Handlungsfreiheit.
Etwa zur gleichen Zeit endete im Westen das Kaisertum, das bereits im späten 4. Jahrhundert gegenüber den hohen Militärs zunehmend an Macht eingebüßt hatte, wodurch die letzten Westkaiser faktisch kaum noch selbstständig herrschten. Hinzu kam im 5. Jahrhundert der sukzessive Verlust der wichtigsten westlichen Provinzen (vor allem der reichen Provinzen Africa und Gallien) an die neuen germanischen Herrscher, was einen nicht mehr kompensierbaren Verlust an Finanzmitteln und damit eine Erosion der weströmischen Staatsgewalt bedeutete. Der machtlose letzte weströmische Kaiser Romulus Augustulus wurde im Jahr 476 von dem Heerführer Odoaker abgesetzt (der letzte von Ostrom anerkannte Kaiser war allerdings Julius Nepos, der 480 in Dalmatien ermordet wurde). Odoaker unterstellte sich dem Ostkaiser. Dieser war fortan de iure wieder alleiniger Herr über das Gesamtreich, wenngleich die Westgebiete faktisch verloren waren. Die meisten Reiche, die sich nun unter Führung von nichtrömischen reges auf den Trümmern des zerfallenen Westreichs bildeten, erkannten den (ost-)römischen Kaiser aber lange Zeit zumindest als ihren nominellen Oberherrn an. Kaiser Anastasios I. stärkte um die Wende zum sechsten Jahrhundert auch die Finanzkraft des Reiches, was der späteren Expansionspolitik Ostroms zugutekam.

#### Das Zeitalter Justinians

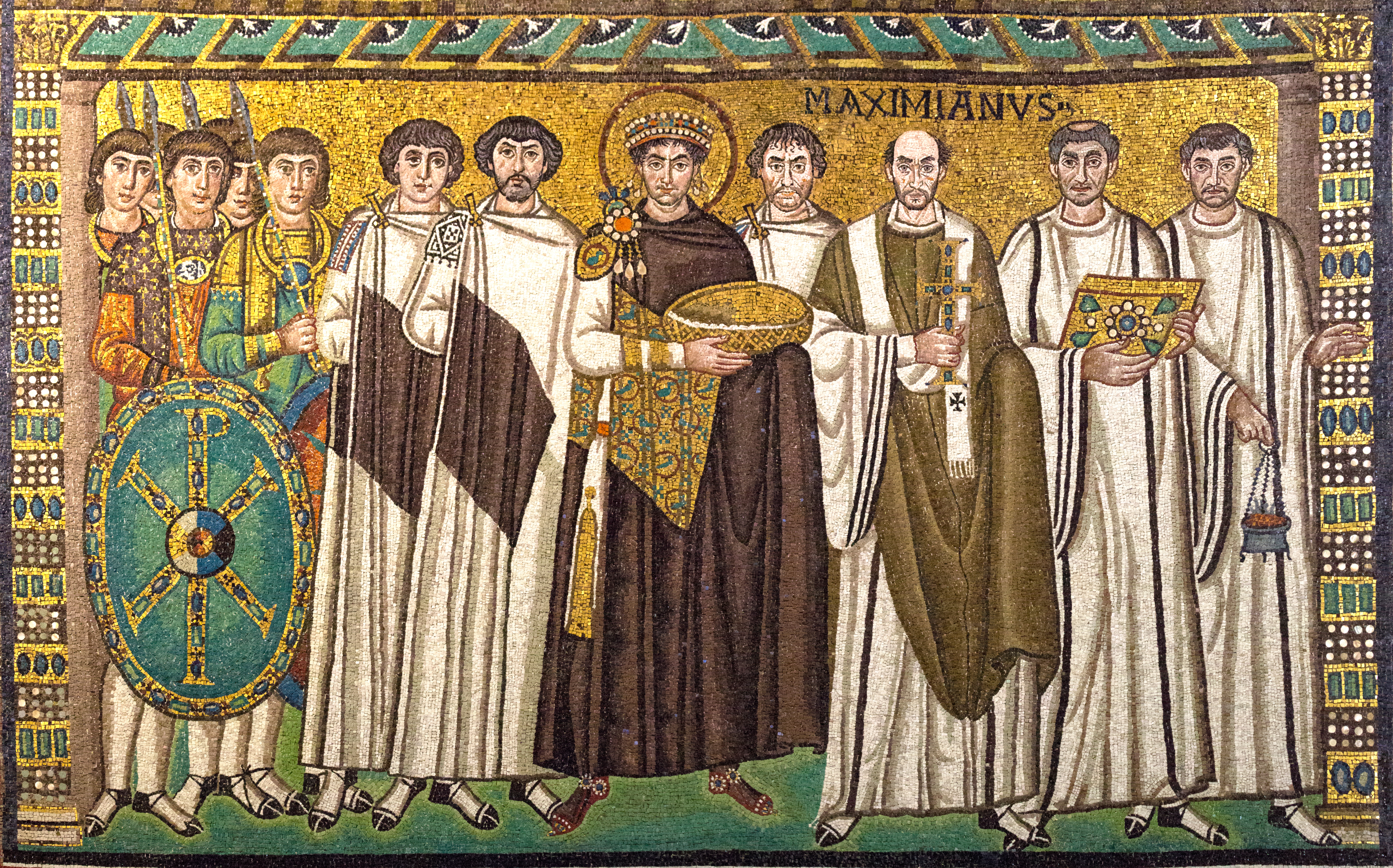
Mosaikbild aus dem Altarraum von San Vitale in Ravenna, um 545. Die zu einer Gruppe von spätantiken Kaiserbildern gehörende Darstellung zeigt den amtierenden Kaiser Justinian mit seinem Gefolge.

Im sechsten Jahrhundert eroberten unter Kaiser Justinian (527–565) die beiden oströmischen Feldherren Belisar und Narses große Teile der weströmischen Provinzen – Italien, Nordafrika und Südspanien – zurück und stellten damit das Imperium Romanum für kurze Zeit in verkleinertem Umfang wieder her. Doch die Kriege gegen die Reiche der Vandalen und Goten im Westen und gegen das mächtige Sassanidenreich unter Chosrau I. im Osten, sowie ein Ausbruch der Pest, die ab 541 die ganze Mittelmeerwelt heimsuchte, zehrten erheblich an der Substanz des Reiches. Während der Regierungszeit Justinians, der als letzter Augustus Latein zur Muttersprache hatte, wurde auch die Hagia Sophia erbaut, für lange Zeit die größte Kirche der Christenheit und der letzte große Bau des Altertums. Ebenso kam es 534 zur umfassenden und wirkmächtigen Kodifikation des römischen Rechts (das später so genannte Corpus iuris civilis). Auf dem religionspolitischen Sektor konnte der Kaiser trotz großer Anstrengungen keine durchschlagenden Erfolge erzielen. Die andauernden Spannungen zwischen orthodoxen und monophysitischen Christen stellten neben der leeren Staatskasse, die Justinian hinterließ, eine schwere Hypothek für seine Nachfolger dar. Justinians lange Herrschaft markiert eine wichtige Übergangszeit vom spätantiken zum mittelbyzantinischen Staat, auch wenn man Justinian, den „letzten römischen Imperator“ (Georg Ostrogorsky), insgesamt sicherlich noch zur Antike zu zählen hat. Unter seinen Nachfolgern nahm dann auch die Bedeutung und Verbreitung der lateinischen Sprache im Reich immer weiter ab, und Kaiser Maurikios gab mit der Einrichtung der Exarchate in Karthago und Ravenna erstmals den spätantiken Grundsatz der Trennung von zivilen und militärischen Kompetenzen auf, wenngleich er im Kerngebiet des Reiches noch an der herkömmlichen Verwaltungsform festhielt.

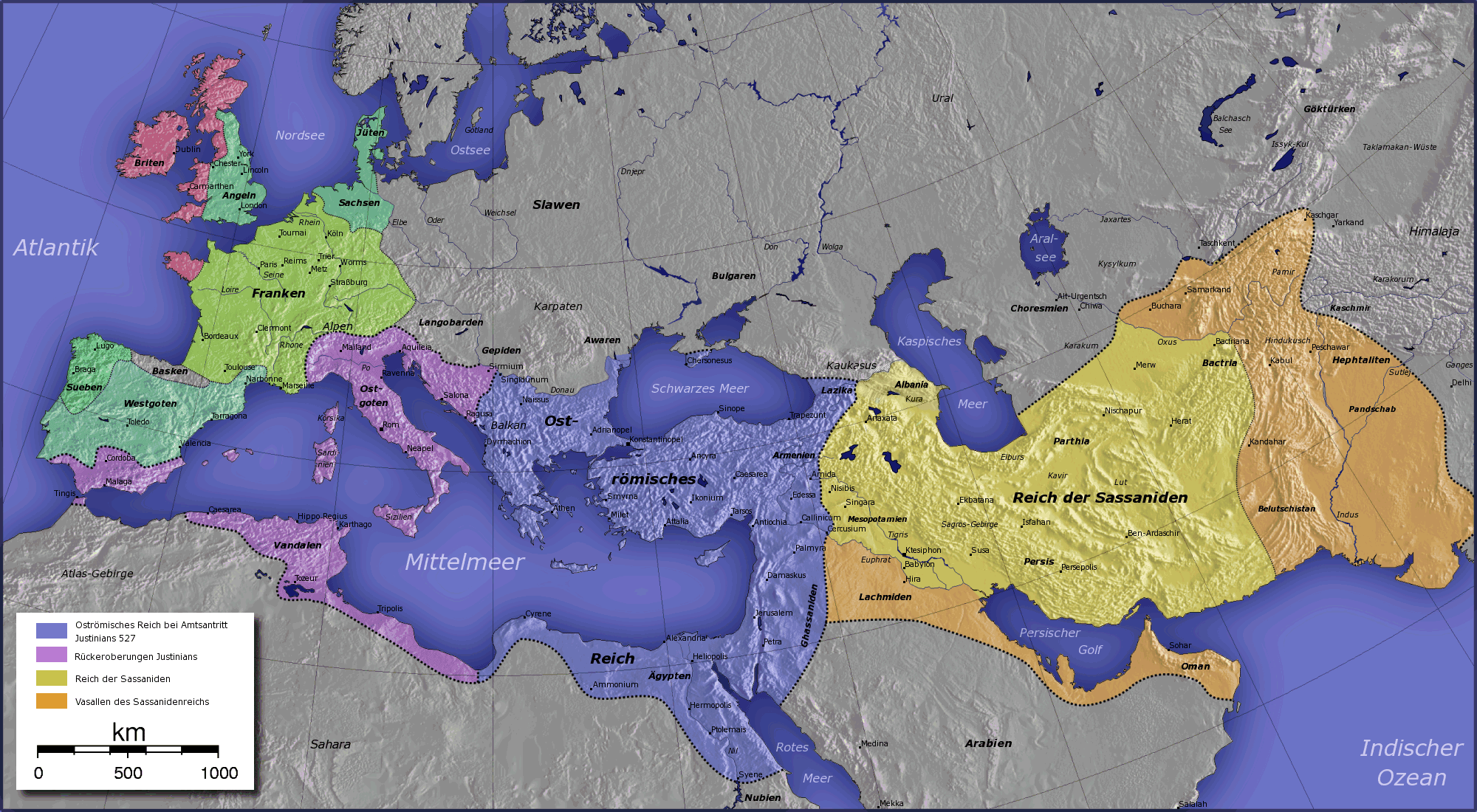
Das Restaurationswerk Justinians I. (527–565)

Ab der zweiten Hälfte des sechsten Jahrhunderts brachten leere Kassen und an allen Fronten auftauchende Feinde das Reich erneut in ernste Schwierigkeiten. In der Regierungszeit von Justinians Nachfolger Justin II., der 572 einen Krieg mit Persien provozierte, infolge seiner Niederlage einen Nervenzusammenbruch erlitt und dem Wahnsinn verfiel, besetzten die Langobarden bereits ab 568 große Teile von Italien. Währenddessen drangen die Slawen seit etwa 580 in den Balkanraum ein und besiedelten ihn bis zum Ende des siebten Jahrhunderts größtenteils. Mit dem gewaltsamen Tod des Kaisers Maurikios im Jahr 602, der 591 einen vorteilhaften Frieden mit den Sassaniden hatte schließen können und energisch gegen die Slawen vorgegangen war, eskalierte die militärische Krise.

#### Die Dynastie des Herakleios und der Übergang zum Byzantinischen Reich
Maurikios war der erste oströmische Kaiser, der einem Usurpator erlag, und seinem übel beleumundeten Nachfolger Phokas gelang es nicht, die Stellung des Monarchen wieder zu stabilisieren. Seit 603 erlangten zudem die sassanidischen Perser unter Großkönig Chosrau II. zeitweilig die Herrschaft über die meisten östlichen Provinzen. Bis 619 hatten sie Ägypten und Syrien (die reichsten oströmischen Provinzen) erobert und standen 626 sogar vor Konstantinopel. Ostrom schien am Rande des Untergangs zu stehen, da auf dem Balkan auch die Awaren und ihre slawischen Untertanen auf kaiserliches Gebiet vordrangen. Begünstigt wurden diese Vorgänge noch durch einen Bürgerkrieg zwischen Kaiser Phokas und seinem Rivalen Herakleios. Letzterer konnte sich im Jahr 610 durchsetzen und nach hartem Kampf auch die Wende im Krieg gegen die Perser herbeiführen: In mehreren Feldzügen drang er seit 622 auf persisches Gebiet vor und schlug ein sassanidisches Heer Ende 627 in der Schlacht bei Ninive. Zwar waren die Sassaniden militärisch nicht entscheidend besiegt worden, aber Persien war nun auch an anderen Fronten bedroht und wünschte daher Ruhe im Westen. Der unbeliebte Chosrau II. wurde gestürzt, und sein Nachfolger schloss Frieden mit Ostrom. Persien räumte die eroberten Gebiete und versank aufgrund interner Machtkämpfe bald im Chaos. Nach dieser gewaltigen Anstrengung waren die Kräfte des Oströmischen Reichs jedoch erschöpft. Die Senatsaristokratie, die ein wesentlicher Träger der spätantiken Traditionen gewesen war, war zudem bereits unter Phokas stark geschwächt worden. Die Herrschaft über den größten Teil des Balkans blieb verloren.
Herakleios ließ den Sieg über die Perser und die Rettung des Imperiums dennoch aufwändig feiern und übertrieb dabei wohl seinen Erfolg. Doch der oströmische Triumph war von kurzer Dauer. Der militärischen Expansion der durch ihren neuen muslimischen Glauben angetriebenen Araber, die in den 630er Jahren einsetzte, hatte das Reich nach dem langen und kräftezehrenden Krieg gegen Persien nicht mehr viel entgegenzusetzen. Herakleios musste erleben, wie die eben erst von den Sassaniden geräumten Orientprovinzen erneut verloren gingen, dieses Mal für immer. In der entscheidenden Schlacht am Jarmuk am 20. August 636 unterlagen die Oströmer einem Heer des zweiten Kalifen ʿUmar ibn al-Chattāb, und der ganze Südosten des Reichs, einschließlich Syriens, Ägyptens und Palästinas, ging bis 642 vollständig verloren; bis 698 verlor man auch Africa mit Karthago.

Die Islamische Expansion:
Ausbreitung unter Mohammed, 622–632
Ausbreitung unter den vier „rechtgeleiteten Kalifen“, 632–661
Ausbreitung unter den Umayyaden, 661–750

Die kleinasiatischen Themen um 750

Nach 636 stand Ostrom am Rand des Abgrunds. Im Gegensatz zu seinem langjährigen Rivalen, dem Sassanidenreich, das trotz heftiger Gegenwehr 642/651 unterging, konnte sich das Oströmische bzw. Byzantinische Reich aber immerhin erfolgreich gegen eine vollständige islamische Eroberung verteidigen. Die kaiserlichen Truppen, die bisher die vorderorientalischen Provinzen verteidigt hatten, mussten sich aber nach Kleinasien zurückziehen, das von arabischen Angriffen heimgesucht wurde (Razzien). Im Verlauf des siebten Jahrhunderts verlor Byzanz infolge der islamischen Expansion zeitweilig sogar die Seeherrschaft im östlichen Mittelmeer (Niederlage bei Phoinix 655) und konnte zudem auch Kleinasien nur mit Mühe halten, während auf dem Balkan Slawen und Bulgaren das Reich bedrängten und die kaiserliche Herrschaft hier auf einige wenige Orte begrenzten. So waren die Oströmer um 700 im Wesentlichen auf einen Rumpfstaat mit Kleinasien, dem Umland der Hauptstadt, einiger Gebiete in Griechenland sowie in Italien reduziert. Der Verlust Ägyptens 642 bedeutete den härtesten Schlag für Byzanz, da die hohe Wirtschaftsleistung (Ägypten war die Provinz mit dem höchsten Steueraufkommen) und das Getreide Ägyptens für Konstantinopel essentiell gewesen waren.

### Die mittelbyzantinische Epoche

#### Das siebte Jahrhundert: Abwehrkämpfe unter der herakleischen Dynastie gegen den Islam
Was das Reich an Gebieten verlor, gewann es indes an innerer Gleichförmigkeit, zumal seit dem späten 6. Jahrhundert ein Bevölkerungsverlust nachweisbar ist. Die antike Zivilisation war seit Jahrhunderten von der Existenz zahlreicher größerer und kleinerer Städte – póleis – geprägt gewesen; diese Zeit endete nun. Die meisten Städte wurden aufgegeben oder schrumpften auf die Größe von befestigten Dörfern, den sogenannten kastra. Auch die alte, städtisch geprägte Oberschicht ging nun unter; unter den Bedingungen der heftigen Kämpfe trat eine neue Militärelite an ihre Stelle, deren Angehörige kein Interesse mehr an der Pflege antiker Bildungsgüter hatten. Auch die landwirtschaftliche Produktion wurde umgestellt; der Anbau von Oliven und Wein, der die antike Ökonomie geprägt hatte, ging stark zurück, dafür wurde fortan verstärkt Viehzucht betrieben.
Die verlorenen südlichen und orientalischen Provinzen hatten sich kulturell erheblich vom Norden unterschieden und gehörten seit dem fünften Jahrhundert mehrheitlich den orientalisch-orthodoxen, monophysitischen Kirchen an, die mit der griechisch-orthodoxen Kirche der nördlichen Provinzen seit 451 im Streit gelegen hatten. Dieser Konflikt war vielleicht einer der Gründe für die baldige Akzeptanz der neuen muslimischen Herren in Syrien und Ägypten (was aber in der neueren Forschung wieder stark umstritten ist). Der unter kaiserlicher Kontrolle verbliebene Norden des Reiches gelangte jedenfalls zu größerer Geschlossenheit und höherer Kampfbereitschaft. Der Preis für das Überleben war jedoch der dauerhafte Verlust von zwei Dritteln des Reiches und der meisten Steuereinkünfte.
Indem bereits Herakleios Griechisch, das in den verbliebenen Reichsgebieten ohnehin die dominierende Sprache war, zur alleinigen Amtssprache machte, vollzog er einen wichtigen Schritt auf dem Weg zum Byzantinischen Reich des Mittelalters. Viele Forscher sehen daher erst in diesem Kaiser, der den Titel Imperator ablegte und sich fortan offiziell Basileus nannte, zugleich den letzten (ost-)römischen und auch den ersten byzantinischen Kaiser. Einigkeit besteht darin, dass das siebte Jahrhundert insgesamt einen tiefen Einschnitt in der Geschichte des Reiches markiert. Strittig ist nur, ob man die drei Jahrhunderte davor noch zur römischen oder bereits zur byzantinischen Geschichte zählen soll; indem man diese Zeit heute als Spätantike bezeichnet und als Transformationsepoche versteht, hat die Frage nach dem „Beginn“ von Byzanz aber erheblich an Relevanz eingebüßt. Fest steht, dass sich mit der oströmischen Geschichte bis Herakleios neben Byzantinisten auch viele Althistoriker befassen, nicht aber mit den folgenden Jahrhunderten, die das Arbeitsfeld der Byzantinistik darstellen.
Die überkommenen spätantiken Strukturen von Staat und Gesellschaft waren der radikal veränderten Situation vielfach nicht mehr angemessen. Es verwundert ohnehin, dass Byzanz den nachfolgenden, Jahrzehnte andauernden Kampf ums Überleben gegen eine enorme feindliche Übermacht überstand. Ein wichtiger Faktor dafür war – neben wiederholten innerarabischen Streitigkeiten und den geographischen Besonderheiten Kleinasiens – wohl das neue System von Militärprovinzen, der sogenannten Themen. Die Themen wurden sehr wahrscheinlich erst nach der Regierungszeit des Herakleios geschaffen (anders noch die ältere Forschung), um den ständigen Angriffen und dem Verfall des städtischen Lebens außerhalb der Hauptstadt zu begegnen. Insgesamt gilt für diese Phase: Tendenzen, die bereits seit langem vorhanden waren, kamen nach 636 in vielen Bereichen von Staat und Gesellschaft voll zum Tragen. Zugleich endeten zahlreiche Traditionsstränge – die spätantike Phase des Oströmischen Imperiums gelangte an ihr Ende, und es entstand das Byzantinische Reich des Mittelalters.
Die Zeit von der Mitte des siebten bis ins späte achte Jahrhundert war weitgehend von schweren Abwehrkämpfen geprägt, in denen die Initiative fast ausschließlich bei den Feinden von Byzanz lag. Kaiser Konstans II. verlegte seine Residenz von 661 bis 668 ins sizilianische Syrakus, vielleicht, um von dort aus die Seeherrschaft gegen die Araber zu sichern, doch kehrten seine Nachfolger wieder in den Osten zurück. Im Jahr 681 musste Kaiser Konstantin IV. Pogonatos das neugegründete Bulgarenreich auf dem Balkan anerkennen. Um 678 soll es zu einer ersten Belagerung Konstantinopels durch die Araber gekommen sein, die durch den Einsatz des sogenannten Griechischen Feuers, das sogar auf dem Wasser brannte, zurückgeschlagen werden konnten. In der modernen Forschung werden die erst späteren Quellenberichte jedoch zunehmend angezweifelt; wahrscheinlicher sind wellenartige Angriffe und Seeblockaden, aber keine regelrechte Belagerung der Hauptstadt. Das Reich blieb in der Folgezeit auf Kleinasien beschränkt, hinzu kamen noch Gebiete auf dem Balkan und in Italien sowie bis 698 in Nordafrika.

#### Das achte und neunte Jahrhundert: Abwehrkämpfe und Bilderstreit

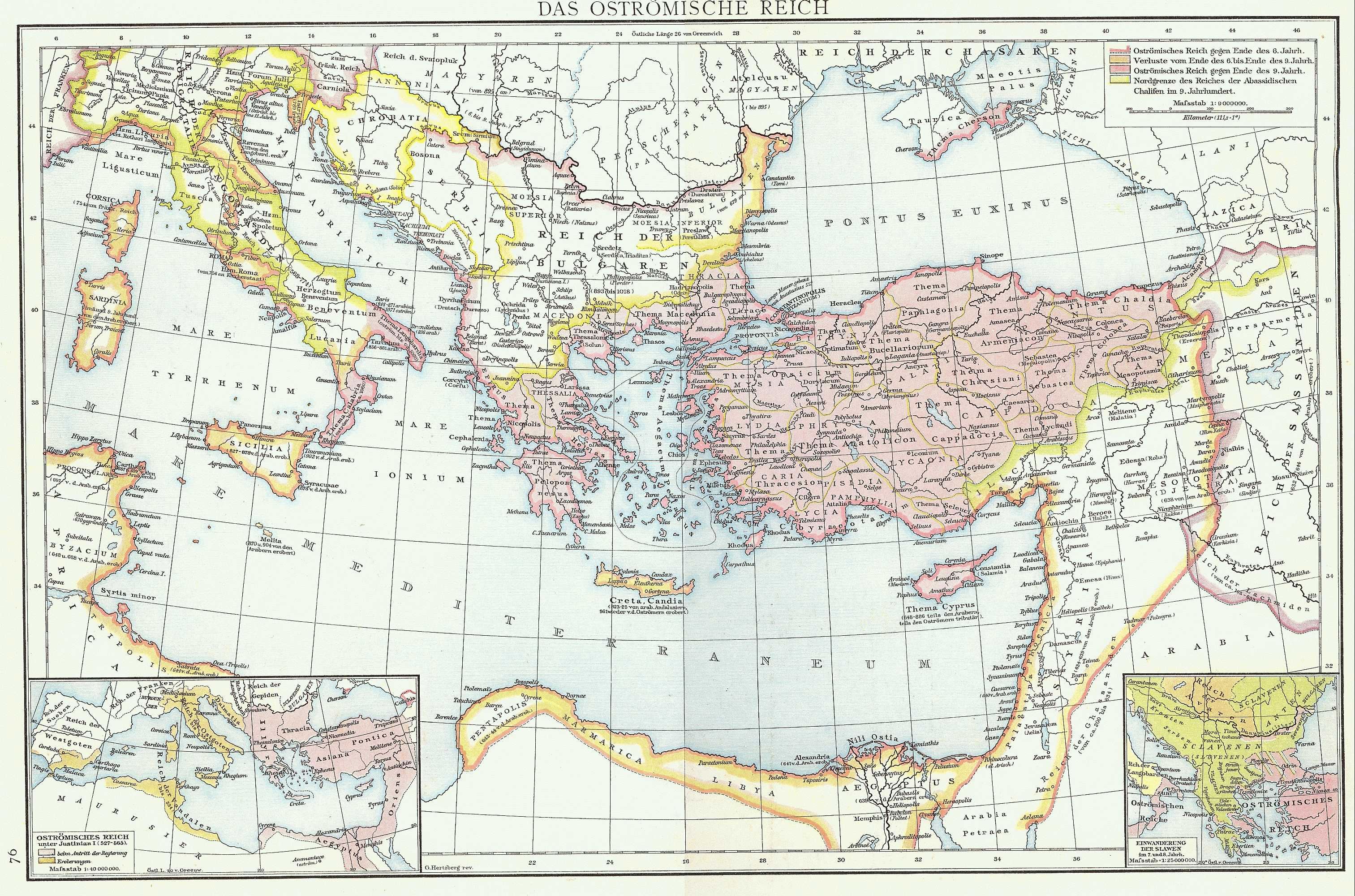
Das Byzantinische Reich vom 6. bis zum 9. Jahrhundert nach Droysens Historischem Handatlas, 1886

Kaiser Justinian II., in dessen Regierungszeit Byzanz wenigstens teilweise wieder in die Offensive ging, war der letzte Monarch der herakleischen Dynastie. Im Rahmen einer später oft wiederholten Praxis wurden slawische Siedler vom Balkan nach Kleinasien deportiert und dort angesiedelt. Ziel war eine Stärkung der Grenzverteidigung, es kam in der Folgezeit aber auch immer wieder zu Desertionen; ebenso wurden teils Bevölkerungsgruppen von Kleinasien auf den Balkan transferiert. Justinian II. fiel 695 jedoch einer Verschwörung zum Opfer, wurde verstümmelt (ihm wurde die Nase abgeschnitten) und ins Exil geschickt, wo er eine Prinzessin aus dem Volke der turkischen Chasaren heiratete. Er gelangte schließlich mit bulgarischer Unterstützung wieder an die Macht, bevor er 711 umgebracht wurde.

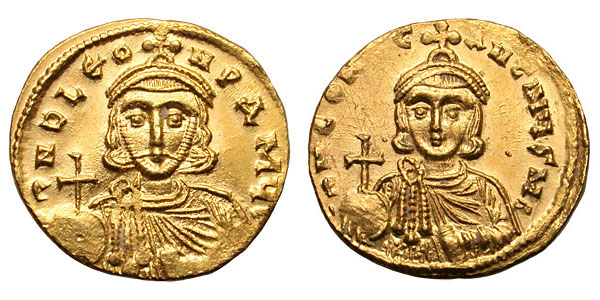
Solidus mit dem Bildnis von Leo III. und seinem Sohn Konstantin V.

Die bedrohlichste Belagerung Konstantinopels durch die Araber fand 717–718 statt; nur dank der Fähigkeiten Kaiser Leos III., der erfolgreichen Flottenoperationen (wobei die Byzantiner das Griechische Feuer einsetzten) und eines extrem harten Winters, der den Arabern schwer zu schaffen machte, konnte sich die Hauptstadt halten. 740 wurden die Araber bei Akroinon von den Byzantinern entscheidend geschlagen. Wenngleich die Abwehrkämpfe gegen die Araber weitergingen, war die Existenz des byzantinischen Reiches nun nicht mehr ernsthaft von ihnen gefährdet. Auf dem Balkan war Byzanz währenddessen in schwere Kämpfe mit den Slawen verwickelt, die nach dem Zerfall des Awarenreiches in die byzantinischen Gebiete einrückten. Weite Teile des Balkans waren dem byzantinischen Zugriff entzogen, doch gelang es in der Folgezeit, in Griechenland nach und nach von den Slawen Gebiete zurückzugewinnen, die seit dem siebten Jahrhundert in die Sklaviniai eingezogen waren. Die Slawen wurden unterworfen und hellenisiert, zudem siedelte man Menschen aus Kleinasien und dem Kaukasusraum nach Griechenland um. Dafür erwuchs dem Reich an der Donau ein neuer Gegner in Gestalt der Bulgaren, die nun erfolgreich eine eigene Staatsbildung anstrebten.
Kaiser Leo III. soll 726 den sogenannten Bilderstreit entfacht haben, der über 110 Jahre andauern sollte und mehrmals Bürgerkriege aufflackern ließ. Allerdings sind die Schriften der bilderfeindlichen Autoren nach dem Sieg der Ikonodulen vernichtet worden, sodass die Quellen für diese Zeit fast ausschließlich aus der Perspektive des Siegers geschrieben wurden und dementsprechend problematisch sind. Ausgelöst durch einen Vulkanausbruch in der Ägäis habe demnach Leo 726 die Christus-Ikone über dem Chalketor am Kaiserpalast entfernt. In der neueren Forschung wird dies bisweilen bezweifelt, denn aufgrund der tendenziösen Quellen sei oft unklar, welche Schritte Leo genau unternommen hat; eventuell seien spätere Handlungen in die Zeit Leos projiziert worden. Insofern kann nicht einmal eindeutig geklärt werden, wie scharf ausgeprägt Leos Bilderfeindschaft tatsächlich gewesen ist. Leo und seine direkten Nachfolger sind aber anscheinend keine Anhänger der Ikonenverehrung gewesen. Ihre militärischen Erfolge ermöglichten es diesen Kaisern offenbar, ohne größeren Widerstand Ikonen (die in der Ostkirche allerdings damals noch keine so große Rolle wie heute spielten) durch Kreuzesdarstellungen zu ersetzen, die von allen Byzantinern anerkannt werden konnten. Dass die Abkehr von der Bilderverehrung durch Einflüsse aus dem islamischen Bereich angeregt wurde, wird heute oft sehr skeptisch gesehen. Denn die ikonoklastischen Kaiser waren auch überzeugte Christen, die eben deshalb die Ikonen ablehnten, weil sich ihrer Meinung nach das göttliche Wesen nicht einfangen ließ. Zudem war das Kreuz, das die Ikonen ersetzen sollte, im islamischen Bereich geächtet. Die moderne Forschung geht auch nicht mehr davon aus, dass Leo ein regelrechtes Bilderverbot erließ oder dass es gar zu schweren Unruhen kam, wie die späteren ikonodulen Quellen unterstellen. Offenbar wurde diese erste Phase des Bilderstreits nicht mit der Härte geführt wie die zweite Phase im neunten Jahrhundert.
Leo führte im Inneren mehrere Reformen durch und war auch militärisch sehr erfolgreich. So ging er in Kleinasien offensiv gegen die Araber vor, wobei sein Sohn Konstantin sich als fähiger Kommandeur erwies. Als Konstantin seinem Vater schließlich 741 als Konstantin V. auf den Thron nachfolgte, schlug er den Aufstand seines Schwagers Artabasdos nieder. Konstantin war ein Gegner der Bilderverehrung und schrieb zu diesem Zweck sogar mehrere theologische Abhandlungen. Durch das Konzil von Hiereia 754 sollte die Bilderverehrung auch formal abgeschafft werden, doch ergriff Konstantin nur wenige konkrete Maßnahmen und verbot sogar explizit Vandalismus kirchlicher Einrichtungen. Obwohl militärisch sehr erfolgreich (sowohl gegen Araber als auch gegen die Bulgaren), wird Konstantin in den erhaltenen byzantinischen Quellen als grausamer Herrscher beschrieben – zu Unrecht und offenbar aufgrund seiner Einstellung gegen die Ikonen. Denn andere Quellen belegen nicht nur seine relative Beliebtheit in der Bevölkerung, sondern auch sein immenses Ansehen im Heer. Innenpolitisch führte Konstantin mehrere Reformen durch und scheint eine eher gemäßigte bilderfeindliche Politik betrieben zu haben. Mehrere politische Gegner, die der Kaiser bestrafen ließ, wurden wohl erst im Nachhinein zu Märtyrern verklärt, die angeblich wegen ihrer bilderfreundlichen Position getötet wurden. Konstantin war also kein gnadenloser Bilderstürmer, wie in der älteren Forschung mit Bezug auf die ikonodulen Berichte angenommen wurde.
Konstantins religionspolitischem Kurs folgte auch sein Sohn Leo IV., doch dieser musste sich mehrerer Umsturzversuche erwehren und starb nach nur fünfjähriger Herrschaft 780. Für seinen minderjährigen Sohn Konstantin VI. übernahm dessen Mutter Irene die Regentschaft; bald allerdings zeigte sich, dass diese nicht beabsichtigte, die Macht abzugeben. Konstantin wurde später geblendet und starb an den Folgen. Irene betrieb wieder eine bilderfreundliche Politik. Unter ihrer Herrschaft erlebte der universale Anspruch des byzantinischen Kaisertums mit der Kaiserkrönung Karls des Großen schweren Schaden. 802 wurde Irene, die politisch eher ungeschickt agiert hatte, gestürzt, womit die durch Leo III. begründete Syrische Dynastie (nach dem Herkunftsland Leos III.) endete.
Außenpolitisch war auf dem Balkan gegen die Bulgaren vorerst wenig auszurichten. 811 wurde sogar ein byzantinisches Heer unter Führung Kaiser Nikephoros’ I. durch den Bulgarenkhagan Krum vernichtet, Nikephoros fiel im Kampf. Erst Leo V. konnte sich mit Khan Omurtag vertraglich einigen. Leo V. war es auch, der 815 erneut einen bilderfeindlichen Kurs einschlug und so die zweite Phase des Ikonoklasmus einleitete. Im neunten und vor allem im zehnten Jahrhundert wurden einige bedeutende außenpolitische Erfolge erzielt, auch wenn unter der amorischen Dynastie (ab der Thronbesteigung Michaels II. 820) Byzanz zunächst Gebietsverluste verzeichnete (Kreta und Sizilien fielen an die Araber). Außerdem musste Michael II. einen Aufstand abwehren, den Thomas der Slawe mit Unterstützung durch das Paulikianertum im Osten des Reiches begonnen hatte und 820 bis vor die Mauern Konstantinopels führte. Unter Michaels Sohn und Nachfolger Theophilos kam es schließlich zu einem letzten Aufflackern des Bilderstreits, welcher aber unter Michael III. (842–867), dem letzten Kaiser der Amorischen Dynastie, 843 endgültig überwunden wurde. Unter Michael III. vollzog sich die Annahme des Christentums durch die Bulgaren – und zwar in dessen östlicher Form, womit die byzantinische Kultur, die nun immer mehr aufblühte, auch zur Leitkultur für das Bulgarische Reich wurde. Der Bilderstreit wurde endgültig beendet, während in Kleinasien die Paulikianer vernichtet wurden und mehrere Siege über die Araber gelangen. Flottenexpeditionen nach Kreta und sogar Ägypten wurden unternommen, blieben aber erfolglos. Byzanz hatte die Phase der reinen Abwehrkämpfe damit überwunden.

#### Die makedonische Dynastie

Das Reich auf seinem Machtzenit in mittelbyzantinischer Zeit beim Tode des Kaisers Basileios II. im Jahr 1025 (einschließlich der „Protektorate“)

Michael III. erhob 866 Basileios zum Mitkaiser, doch ließ Basileios Michael im folgenden Jahr ermorden, bestieg selbst den Thron und begründete damit die Makedonische Dynastie. Michaels Andenken wurde stark verunglimpft – zu Unrecht, wie die neuere Forschung betont. Kulturell erlebte Byzanz jedoch wieder eine neue Blüte (sogenannte Makedonische Renaissance) wie etwa zur Zeit Konstantins VII., der von Romanos I. Lakapenos zunächst von den Regierungsgeschäften ausgeschlossen worden war. Außenpolitisch gewann das Reich zudem nach und nach an Boden: Unter Nikephoros II. Phokas wurde Kreta zurückerobert; die Grenzsicherung im Osten lag nun weitgehend in den Händen der Akriten. Johannes I. Tzimiskes, der wie Nikephoros II. nur als Regent für die Söhne Romanos’ II. regierte, weitete den byzantinischen Einfluss bis nach Syrien und kurzzeitig sogar bis nach Palästina aus, während die Bulgaren niedergehalten wurden. Byzanz schien wieder auf dem Weg zur regionalen Hegemonialmacht zu sein.

Themeneinteilung um 1025

Das Reich erreichte unter den makedonischen Kaisern des zehnten und frühen elften Jahrhunderts seinen Machthöhepunkt. Durch die im Jahr 987 vollzogene Heirat der Schwester von Kaiser Basileios II. mit dem Kiewer Großfürsten Wladimir I. breitete sich der orthodoxe Glaube allmählich auf dem Gebiet der heutigen Staaten Ukraine, Belarus und Russland aus. Die russische Kirche unterstand dem Patriarchen von Konstantinopel. Basileos II. eroberte in jahrelangen Kämpfen das Erste Bulgarische Reich, was ihm den Beinamen Bulgaroktónos („Bulgarentöter“) einbrachte. Im Jahr 1018 wurde Bulgarien eine byzantinische Provinz, und auch im Osten wurde Basileios expansiv tätig.
Trotzdem durchlief das Byzantinische Reich bald darauf eine Schwächeperiode, die in hohem Grade durch das Wachstum des Landadels verursacht wurde, der das Themensystem untergrub. Ein Problem dabei war, dass das stehende Heer durch teils unzuverlässige Söldnerverbände ersetzt werden musste (was sich 1071 in der Schlacht bei Manzikert gegen die türkischen Seldschuken bitter rächen sollte). Bloß mit seinen alten Feinden, wie dem Kalifat der Abbasiden konfrontiert, hätte es sich vielleicht erholen können, aber um die gleiche Zeit erschienen neue Eindringlinge: die Normannen, die Süditalien eroberten (Fall von Bari 1071), und die Seldschuken, die hauptsächlich an Ägypten interessiert waren, aber auch Raubzüge nach Kleinasien, dem wichtigsten Rekrutierungsgebiet für die byzantinische Armee, unternahmen. Nach der Niederlage von Kaiser Romanos IV. bei Manzikert gegen Alp Arslan, den seldschukischen Sultan, ging der Großteil Kleinasiens verloren, unter anderem auch, da innere Kämpfe um den Kaiserthron ausbrachen und keine gemeinsame Abwehr gegen die Seldschuken errichtet wurde. Der Verlust Kleinasiens erfolgte jedoch nicht unmittelbar nach der Niederlage; vielmehr begann der Einfall der Seldschuken erst drei Jahre danach, als der neue Kaiser sich nicht an die Abmachungen hielt, die zwischen Romanos IV. und dem Sultan getroffen worden waren, und die Seldschuken so einen Vorwand zur Invasion hatten.

#### Die Zeit der Komnenenkaiser

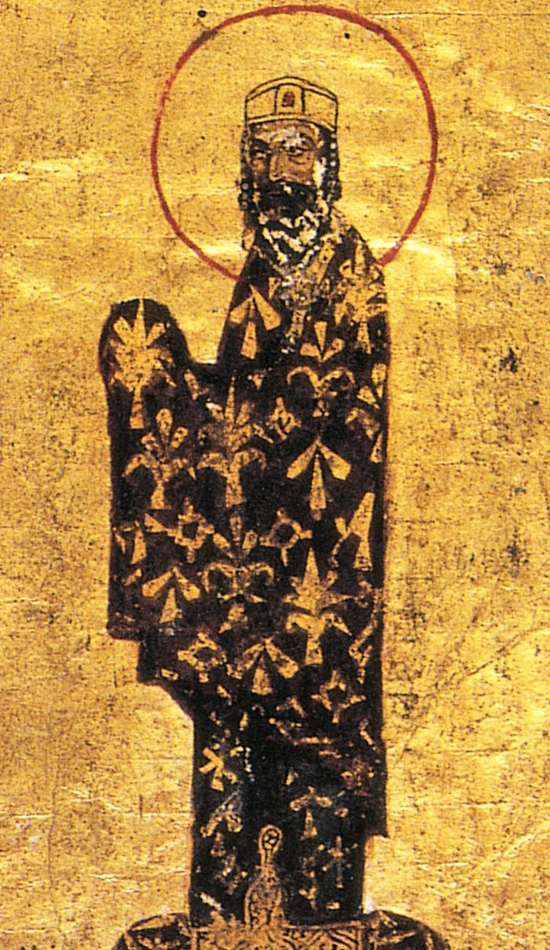
Kaiser Alexios I. Komnenos (Illustration des 12. Jahrhunderts)

Das nächste Jahrhundert der byzantinischen Geschichte wurde geprägt durch die Dynastie Alexios I. Komnenos, der 1081 an die Macht gelangte und anfing, die Armee auf Basis eines Feudalsystems wiederherzustellen. Es gelangen ihm bedeutende Fortschritte gegen die Seldschuken und auf dem Balkan gegen die ebenfalls turkvölkischen Petschenegen. Sein Ruf nach westlicher Hilfe brachte ungewollt den Ersten Kreuzzug hervor, denn statt der Söldner, um die der Kaiser gebeten hatte, kamen selbstständige Ritterheere, die unabhängig von seinen Befehlen agierten. Alexios verlangte zwar, dass jeder der Kreuzfahrerfürsten, der mit seinem Heer durch Byzanz zu ziehen gedachte, ihm den Lehnseid leisten sollte. Doch obwohl diese Unterwerfung von den meisten Kreuzfahrerfürsten akzeptiert und der Lehnseid geleistet wurde, vergaßen sie den Schwur gegenüber Alexios recht bald.
Weiterhin gestalteten sich die Beziehungen nach dem Ersten Kreuzzug, in dessen Verlauf es bereits zu jenen Spannungen gekommen war, zunehmend feindselig. Für weiteren Konfliktstoff sorgte der Briefwechsel zwischen dem fatimidischen Herrscher Ägyptens und dem byzantinischen Kaiser Alexios. In einem Brief, den Kreuzfahrer zu lesen bekamen, distanzierte sich Kaiser Alexios ausdrücklich von den lateinischen Eroberern des Heiligen Landes. Angesichts der traditionell guten und strategisch wichtigen Beziehungen zwischen den Fatimiden und Byzanz war dies verständlich, aber auch dadurch begründet, dass den Byzantinern das Konzept eines „Heiligen Krieges“ eher fremd war.
Ab dem zwölften Jahrhundert wurde paradoxerweise die Republik Venedig – einst bis etwa ins neunte Jahrhundert selbst ein Vorposten byzantinischer Kultur im Westen – zu einer ernsten Bedrohung für die Integrität des Reiches. Die gegen militärische Unterstützung beim Kampf gegen Normannen und Seldschuken verliehenen Handelsvorrechte versuchte Manuel I. durch Verhaftung aller Venezianer zurückzunehmen. Ein ähnliches Vorgehen erfolgte gegen die übrigen italienischen Händler. 1182 wurden zahlreiche Lateiner in einem pogromartigen Massaker umgebracht. 1185 erhoben sich die Bulgaren nördlich des Balkangebirges unter der Führung der Asseniden und konnten 1186 das Zweite Bulgarische Reich errichten. Dennoch erlebte Byzanz in dieser Zeit auch eine kulturelle Blüte. Unter den Kaisern Johannes II. Komnenos, dem Sohn des Alexios I., und dessen Sohn Manuel I. gelang es, die byzantinische Stellung in Kleinasien und auf dem Balkan zu festigen. Manuel I. hatte sich nicht nur mit den Angriffen des normannischen Königreiches in Süditalien und dem Zweiten Kreuzzug (1147–1149) auseinanderzusetzen, er betrieb auch eine ehrgeizige Westpolitik, die auf territoriale Gewinne in Italien und Ungarn abzielte; dabei geriet er in Konflikt mit Kaiser Friedrich I. Barbarossa. Im Osten konnte er gegen die Seldschuken Erfolge erzielen. Sein Versuch, ihr Reich völlig zu unterwerfen, endete allerdings in der Niederlage bei Myriokephalon 1176.
In der Folge konnten die Seldschuken ihre Macht auf die benachbarten muslimischen Reiche (unter anderem das Reich der ebenfalls türkischen Danischmenden) in Kleinasien und auch gegen Byzanz zur Mittelmeerküste hin ausdehnen. Andronikos I., der letzte Komnenenkaiser, errichtete eine kurze, aber brutale Schreckensherrschaft (1183–1185), in deren Folge das von Alexios I. begründete Regierungssystem, das vor allem auf der Einbindung der Militäraristokratie beruhte, zusammenbrach. Damit verkamen auch die schlagkräftigen und straff organisierten Streitkräfte, mit denen das Reich unter Alexios, Johannes und Manuel ein letztes Mal erfolgreich in die Offensive gegangen war.
Das Reich wurde unter den nachfolgenden Kaisern aus dem Hause der Angeloi von schweren inneren Krisen erschüttert, die schließlich dazu führten, dass sich Alexios IV. an die Kreuzfahrer wandte und sie dazu bewog, für ihn und seinen Vater um den Thron zu kämpfen. Als die erhoffte Bezahlung ausblieb, kam es zur Katastrophe: Unter dem Einfluss Venedigs eroberten und plünderten die Ritter des Vierten Kreuzzugs 1204 Konstantinopel und gründeten das kurzlebige Lateinische Kaiserreich. Dies bewirkte eine dauerhafte Schwächung der byzantinischen Macht und sorgte dafür, dass sich die Kluft zwischen den orthodoxen Griechen und den katholischen Lateinern weiter vertiefte.

### Die spätbyzantinische Zeit

#### Die byzantinischen Reiche im Exil

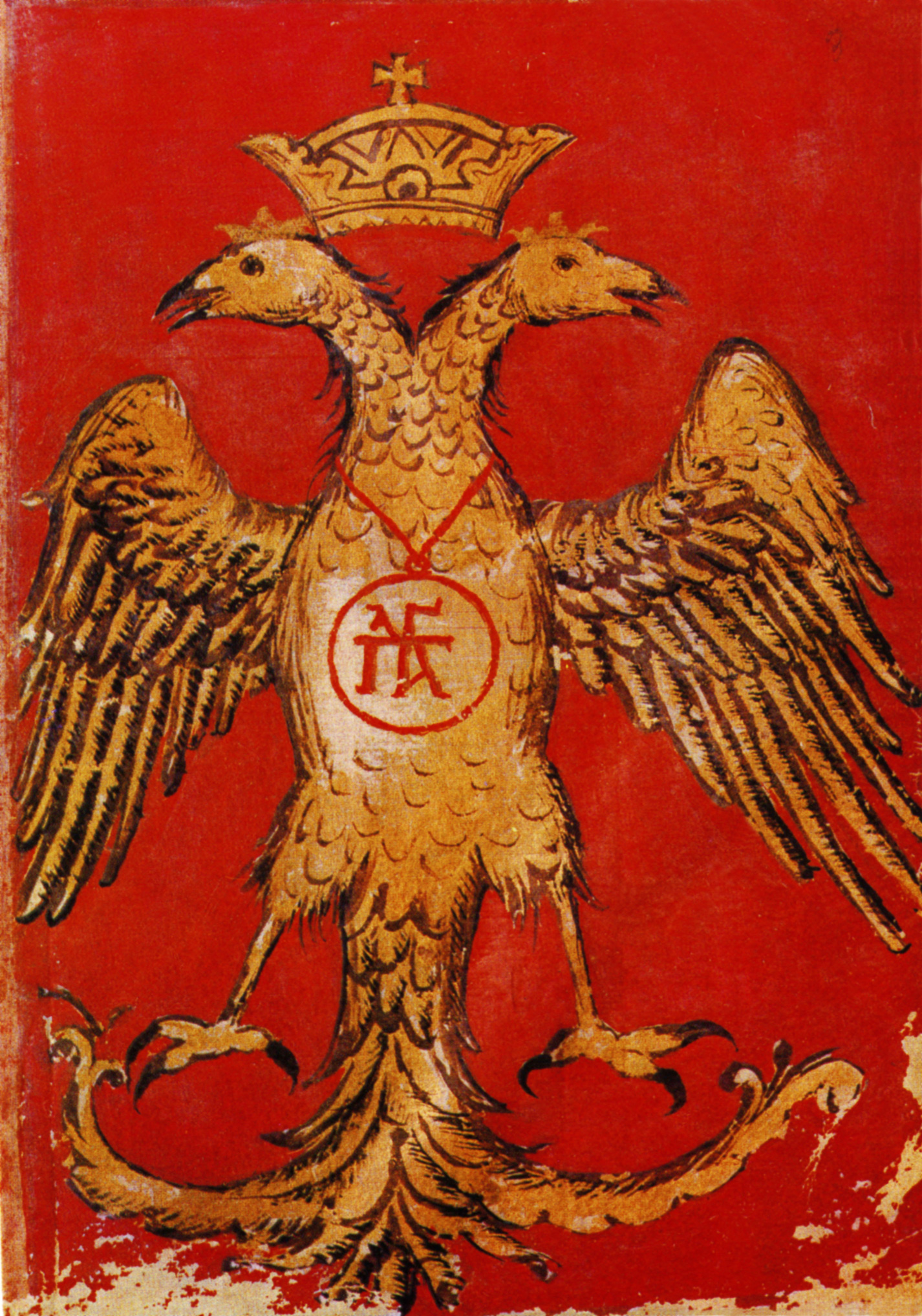
Das Wappen der Palaiologen, Miniatur des 15. Jahrhunderts

Nach der Eroberung Konstantinopels durch die Teilnehmer des Vierten Kreuzzugs 1204 entstanden drei byzantinische Nachfolgestaaten: das Kaiserreich Nikaia, wo Kaiser Theodor I. Laskaris im Exil die byzantinische Tradition aufrechterhielt, das Despotat Epirus und das Kaiserreich Trapezunt, das sich unter den Nachkommen der Komnenen bereits vor der Eroberung Konstantinopels abgespalten hatte. Theodoros I. Laskaris und seinem Nachfolger Johannes III. Dukas Batatzes gelang es, in Westkleinasien ein wirtschaftlich blühendes Staatswesen aufzubauen und die Grenze zu den Seldschuken, die sich seit ihrer Niederlage gegen das Mongolische Reich 1243 im Niedergang befanden, zu stabilisieren. Gestützt auf diese Machtbasis konnten die Laskariden erfolgreich auch in Europa expandieren, Thrakien und Makedonien für Byzanz zurückerobern und die Konkurrenten um die Rückgewinnung Konstantinopels (das Reich von Epiros, das nach einer Niederlage gegen die Bulgaren 1230 stark geschwächt war, und das Zweite Bulgarische Reich, das auch durch einen Mongoleneinfall 1241 stark beeinträchtigt wurde) aus dem Feld schlagen.
Nach der kurzen Regierung des hochgebildeten Theodoros II. Laskaris übernahm der erfolgreiche Feldherr Michael VIII. Palaiologos die Regentschaft für den minderjährigen Johannes IV. Laskaris, den er schließlich blenden und in ein Kloster schicken ließ, und begründete so die neue Dynastie der Palaiologen, die das Reich bis zu seinem Untergang regieren sollte.

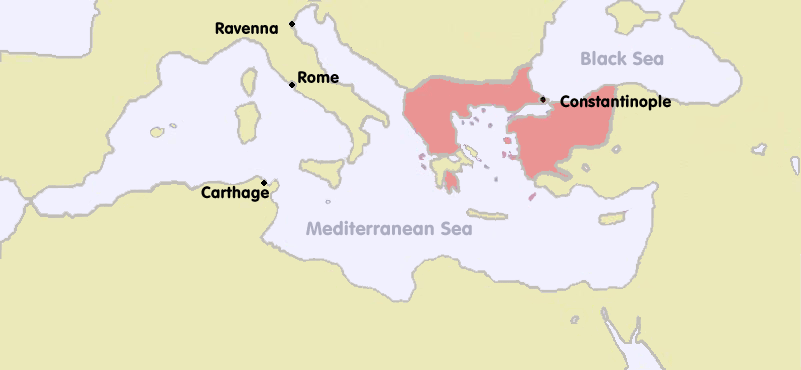
Die ungefähre Einflusszone des Byzantinischen Reiches um 1270 (einschließlich der ab 1259 abhängigen Despotate Epirus und Thessalien) stellte die größte territoriale Ausdehnung des Byzantinischen Reiches nach dessen Restauration 1261 unter den Palaiologen dar.

#### Die Zeit der Palaiologenkaiser

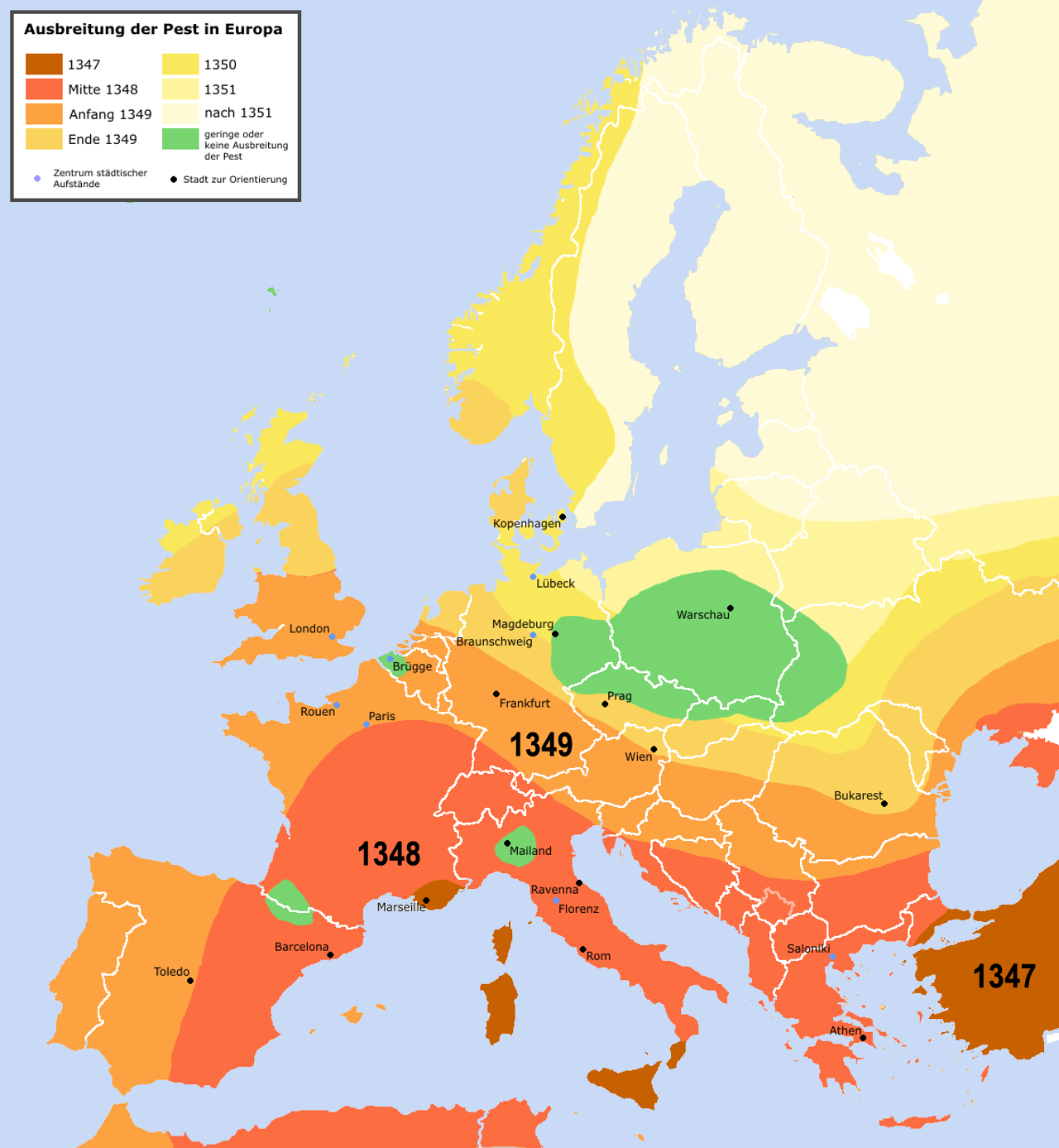
Beträchtliche sozial-ökonomische Verwerfungen hatte der Ausbruch der „Großen Pestpandemie“ 1346–1353 zur Folge.

Michael konnte eine Allianz seiner Gegner (Despotat Epiros, Fürstentum Achaia, Königreich Sizilien, Serbien und Bulgarien) in der Schlacht bei Pelagonia in Makedonien 1259 besiegen und durch einen glücklichen Zufall Konstantinopel 1261 zurückerobern. Das Reich war somit wiederhergestellt, aber große Teile seines ehemaligen Gebietes unterstanden nicht mehr seiner Kontrolle, denn die Herrscher, die sich nach dem Zusammenbruch im Jahr 1204 in diesen Teilgebieten etabliert hatten, waren nicht geneigt, sich Konstantinopel unterzuordnen. Auch Konstantinopel war nicht mehr die glanzvolle Metropole von einst: Die Einwohnerzahl war erheblich geschrumpft, ganze Stadtviertel verfallen, und beim Einzug des Kaisers waren zwar noch reichlich die Spuren der Eroberung von 1204 zu sehen, aber nirgendwo sah man Zeichen des Wiederaufbaus. Byzanz war nicht mehr die potente Großmacht, sondern nur noch ein Staat von höchstens regionaler Bedeutung. Michaels Hauptsorge galt aber nun der Sicherung des europäischen Besitzstandes und vor allem der Hauptstadt gegen erneute Kreuzzugsversuche aus dem Westen (vor allem durch Karl I. von Anjou, der die Staufer in Unteritalien ablöste); deshalb ging er 1274 auch die innenpolitisch höchst umstrittene Union von Lyon mit der Westkirche ein, um den Papst von der Unterstützung von Kreuzzügen abzuhalten. Als Karl I. von Anjou dennoch einen Angriff vorbereitete, setzte die byzantinische Diplomatie 1282 erfolgreich einen Aufstand in Sizilien in Gang, die Sizilianische Vesper. Daneben aber vernachlässigten die Palaiologen die Grenzverteidigung im Osten, was den verschiedenen türkischen Fürstentümern die Expansion in das byzantinische Kleinasien ermöglichte, das dem Reich in den 1330er Jahren sukzessive verloren ging. Nur die Stadt Philadelphia blieb anschließend in byzantinischer Hand, bevor auch sie 1390 an die Osmanen fiel.

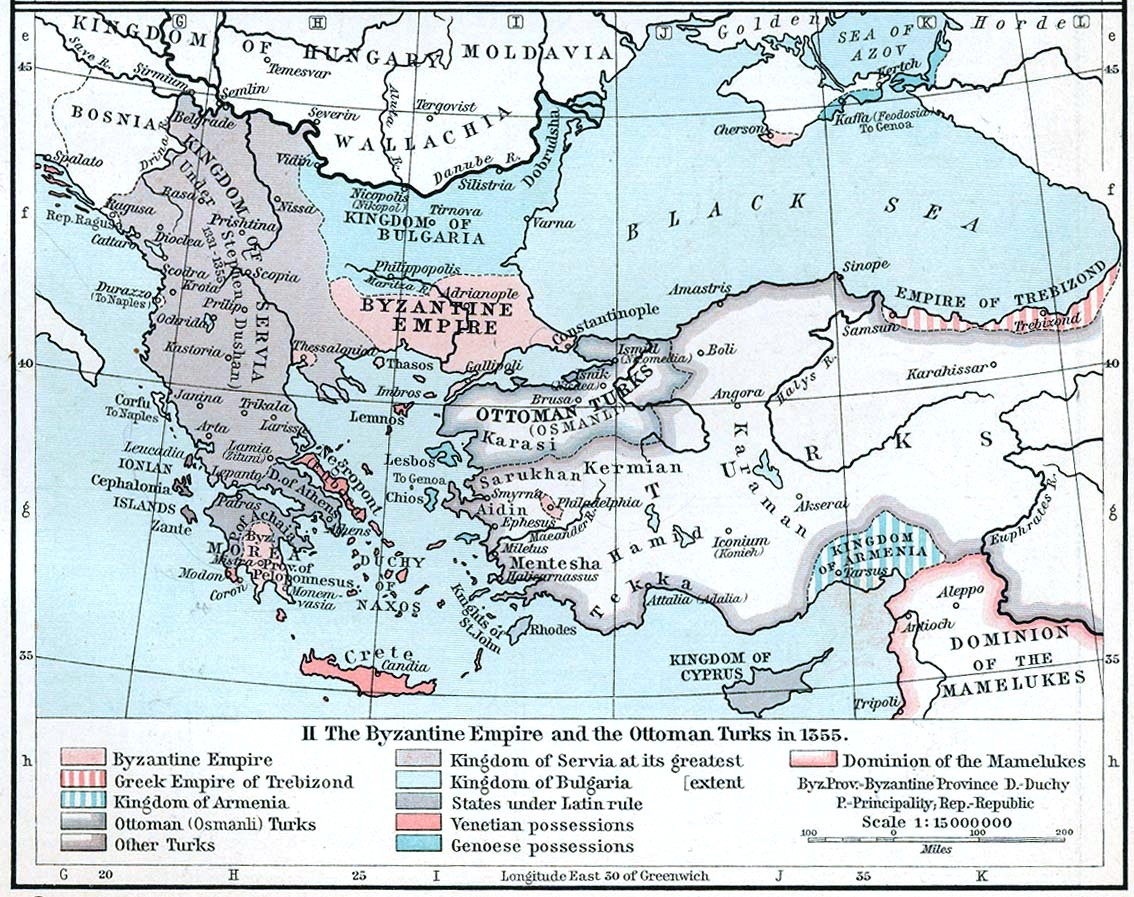
Das Byzantinische Reich zwischen dem Serbischen Reich im Westen und dem Osmanischen Reich im Osten. Die Karte der politischen Lage des Balkans um 1355 verdeutlicht den für Byzanz katastrophalen Zusammenbruch seiner territorialen Basis.

Während sich in Kleinasien auf dem ehemaligen byzantinischen Reichsgebiet verschiedene souveräne türkische Fürstentümer (Mentesche, Aydin, Germiyan, Saruchan, Karesi, Teke, Candar, Karaman, Hamid, Eretna und die Osmanen in Bithynien) im Zuge der Auflösung des Sultanats der Rum-Seldschuken etablierten, stießen die Palaiologen in einer letzten, kraftvollen Offensive gegen die lateinische Herrschaft in Griechenland und annektierten bis 1336 ganz Thessalien und 1337 das durch die Familie Orsini dominierte Despotat Epirus direkt ins Byzantinische Reich. Unterdessen sah sich Kaiser Johannes V. Palaiologos mit den dramatischen Folgen der Großen Pestpandemie, auch „Schwarzer Tod“ genannt, in den Jahren 1346 bis 1353 konfrontiert, die das Fundament des Staates erschütterten. Darüber hinaus leistete sich Byzanz, obwohl an seinen Reichsgrenzen arg durch fremde Mächte bedrängt, mehrere Bürgerkriege, die längsten (1321–1328) zwischen Andronikos II. Palaiologos und seinem Enkel Andronikos III. Palaiologos. Diesem „Vorbild“ folgend, trugen ebenso Johannes V. Palaiologos und Johannes VI. Kantakuzenos mehrere Machtkämpfe (1341–1347 und 1352–1354) gegeneinander aus; dabei suchten beide Parteien die Hilfe der Nachbarn (Serben, Bulgaren, aber auch Aydın und Osmanen). Dies ermöglichte dem Serbenreich unter Stefan IV. Dušan den Aufstieg zur beherrschenden Macht des Balkans in den Jahren 1331–1355. So gerieten die Bulgaren nach der Schlacht bei Küstendil 1330 in ein Abhängigkeitsverhältnis zu Serbien, außerdem errang Stefan bis 1348 die Hegemonie über weite Teile Makedoniens, Albaniens, Despotat Epirus und Thessaliens, die zuvor unter der Herrschaft des byzantinischen Kaisers gestanden hatten. Mit seiner Krönung zum Zaren der Serben und Selbstherrscher der Rhomäer beanspruchte dieser auch den byzantinischen Kaiserthron und die Herrschaft über Konstantinopel. Es gelang ihm aber nicht einmal, die zweite byzantinische Hauptstadt Thessaloniki zu erobern, und sein Großserbisches Reich zerfiel bereits nach seinem Tod 1355 in ein Konglomerat mehr oder weniger unabhängiger serbischer Fürstentümer (Despotate).
Während also die christliche Staatenwelt des Balkans zerstritten war und sich gegenseitig befehdete, setzten sich seit 1354 die Osmanen in Europa fest und expandierten in das byzantinische Thrakien, das sie in den 1360er Jahren großteils eroberten. Ein präventiver Schlag des südserbischen Königs Vukašin Mrnjavčević im Bündnis mit dem bulgarischen Zaren Iwan Schischman von Weliko Tarnowo gegen das Zentrum der osmanischen Herrschaft in Europa, Adrianopel, endete, trotz zahlenmäßiger Überlegenheit, in der Niederlage an der Mariza 1371. Durch den Sieg über die slawischen Regionalmächte ermutigt, überrannten die Truppen des osmanischen Sultans große Teile des südlichen Bulgariens bis kurz vor Sofia und Weliko Tarnowo, die serbischen Despotate in heutigem Makedonien und Thessalien ohne Skopje mit Umland. Schließlich zwang der Sultan 1373 den bulgarischen Herrscher, das Supremat der Osmanen anzuerkennen. Diesem Beispiel folgten das zu einem Kleinstaat gewordene Byzanz (Konstantinopel mit Umland, Thessaloniki mit Umland, einige Ägäisinseln, Despotat Morea) und das Serbische Reich des Fürsten Lazar Hrebeljanović, der ebenfalls die Suzeränität der Osmanen anerkennen musste. Mehrmals ersuchte Byzanz den Westen um Hilfe und bot dafür sogar die Kirchenunion an, so 1439 auf dem Konzil von Ferrara und Florenz, was jedoch am Widerstand der byzantinischen Bevölkerung scheiterte („Lieber den Sultansturban als den Kardinalshut“).
Nach der Schlacht auf dem Amselfeld 1389 und der Niederlage der westlichen Kreuzfahrer bei Nikopolis 1396 schien die Lage des Reiches aussichtslos. Erst die vernichtende Niederlage der Osmanen gegen Timur bei Angora 1402, der den Byzantinern wohlgesinnt war (bei dem Versuch Konstantinopel 1402 zu belagern, erschienen Timurs Unterhändler in Sultans Bayezid I. Lager und forderten ihn auf, dem christlichen Kaiser seine Gebiete zurückzugeben, die er ihm „gestohlen“ habe) und das als Resultat der Schlacht entstandene Chaos im Osmanenreich, gewährten den Griechen eine letzte Atempause. Doch die Möglichkeit, den Todesstoß durch die Osmanen abzuwenden, hatte das Reich durch den Entzug der dafür notwendigen territorialen Basis und Ressourcen nicht mehr, so dass einzig der Weg der Diplomatie übrig blieb. Die Gebietsverluste gingen dennoch weiter, da sich die europäischen Mächte auf kein Hilfskonzept für das bedrohte Byzanz einigen konnten. Besonders nach 1402 sahen sie dafür keine Notwendigkeit, befand sich doch das einst potente Türkenreich scheinbar im Zustand der inneren Auflösung – durch diesen fatalen Irrtum wurde die einmalige Chance vergeben, die Gefahr, die von der beträchtlich geschwächten Osman-Dynastie ausging, für alle Zeit auszuschalten.
Sultan Murad II., unter dem die Konsolidierungsphase des osmanischen Interregnums ihr Ende fand, nahm die Expansionspolitik seiner Vorfahren erneut auf. Nachdem er 1422 erfolglos Konstantinopel belagert hatte, schickte er einen Plünderungszug gegen das Despotat von Morea, die kaiserliche Sekundogenitur in Südgriechenland. 1430 annektierte er Teile des „fränkisch“ dominierten Epirus durch die Einnahme von Janina, während sich Fürst Carlo II. Tocco, als dessen Lehnsnehmer, in Arta mit dem „Rest“ abzufinden hatte (die Dynastie der Tocco wurde durch die Osmanen bis 1480 ganz aus dem heutigen Griechenland – Epirus, Ionische Inseln – verdrängt, wodurch die Herrschaft der „Franken“ über Zentralgriechenland, die seit 1204 bestanden hatte, bis auf wenige venezianische Festungen, endgültig ein Ende fand). Noch im gleichen Jahr besetzte er das seit 1423 venezianisch dominierte Thessaloníki, welches die Handelsrepublik Venedig von Andronikos Palaiologos, einem Sohn Kaiser Manuels erworben hatte, da jener im Glauben war, die Stadt alleine gegen die Türken nicht behaupten zu können. Alsbald zog er gegen das Königreich Serbien des Fürsten Georg Branković, der formell ein Vasall der Hohen Pforte war, da sich dieser weigerte, seine Tochter Mara dem Sultan zur Frau zu geben.

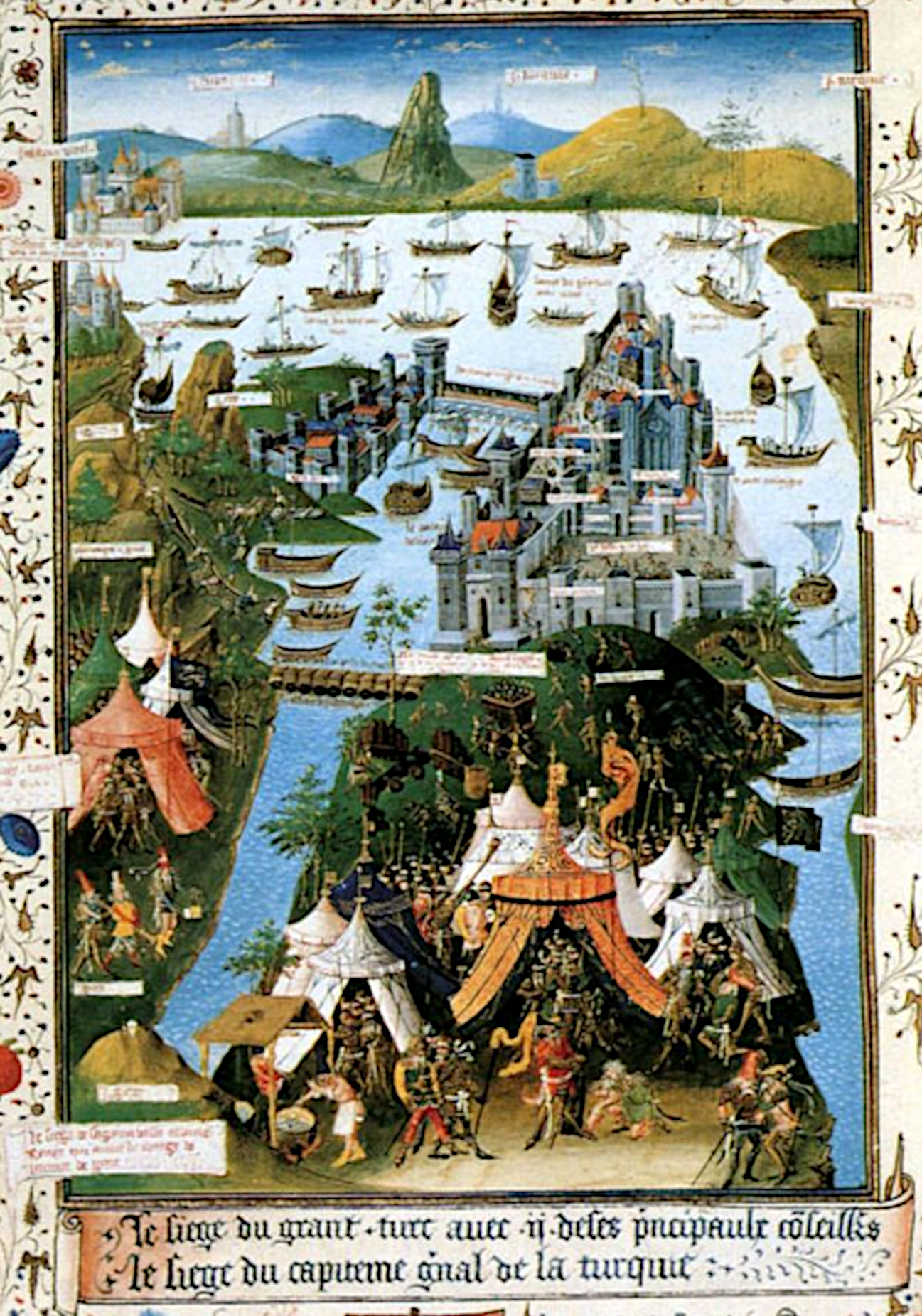
Die Belagerung Konstantinopels durch den türkischen Sultan Mehmed II. im Jahr 1453 nach einer Illustration aus Bertrandon de la Broquières Le Voyage d’Outre-Mer (Lille 1455)

Bei einer osmanischen Strafexpedition Richtung Donau wurde 1439 die serbische Festung Smederevo zerstört und 1440 Belgrad erfolglos belagert. Der osmanische Rückschlag bei Belgrad rief seine christlichen Gegner auf den Plan. Unter der Führung Papst Eugens IV., der sich mit der Kirchenunion von Florenz von 1439 am Ziel sah, wurde erneut für einen Kreuzzug gegen die „Ungläubigen“ geplant. Ungarn, Polen, Serbien, Albanien, sogar das türkische Emirat Karaman in Anatolien, gingen eine anti-osmanische Allianz ein, doch durch den Ausgang der Schlacht bei Warna 1444 unter Władysław, König von Polen, Ungarn und Kroatien, und der zweiten Schlacht auf dem Amselfeld 1448 unter dem ungarischen Reichsverweser Johann Hunyadi, zerschlugen sich endgültig alle Hoffnungen der Christen, das Byzantinische Reich vor einer osmanischen Annexion zu bewahren.

#### Der Fall von Byzanz
Am 29. Mai 1453, nach knapp zweimonatiger Belagerung, fiel die Reichshauptstadt an Mehmed II. Der letzte byzantinische Kaiser Konstantin XI. starb während der Kämpfe um die Stadt.
Der 29. Mai gilt auch heute noch bei den Griechen als Unglückstag, denn es begann die lange türkische Fremdherrschaft, während der nach teilweiser Sprachübernahme nur die Religion als bindende Kraft erhalten blieb. Die Anfangs- und Enddaten der Unabhängigkeit der Hauptstadt, 395 und 1453, galten lange auch als zeitliche Grenzen des Mittelalters. In der Folge wurden auch die verbliebenen Staaten byzantinischen Ursprungs erobert: das Despotat Morea 1460, das Kaiserreich Trapezunt 1461 und das Fürstentum Theodoro 1475. Lediglich Monemvasia unterstellte sich 1464 dem Protektorat von Venedig, das die Stadt bis 1540 gegen die Türken zu halten vermochte. Die Stadt stellte staatsrechtlich das dar, was vom „Römischen Reich“ im Lauf der Jahrhunderte übrig blieb.
Der Fall von Byzanz war einer der Wendepunkte von weltgeschichtlicher Bedeutung. Das Byzantinische Reich, das sich als eines der langlebigsten der europäischen Geschichte erwiesen hatte, war damit politisch untergegangen (kulturell wirkt es bis in die heutige Zeit fort); mit ihm ging eine über zweitausendjährige Ära zu Ende. Nach der Eroberung des Byzantinischen Reiches und Blockade des Bosporus sowie des Landwegs nach Asien durch die osmanischen Türken begann allerdings eine neue Ära: das Zeitalter der europäischen Expansion und der Renaissance.

## Verfassungs-, Wirtschafts- und kulturgeschichtliche Skizzierung

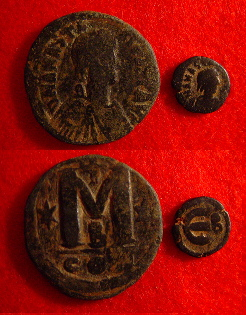
40 Nummi und fünf Nummi des Kaisers Anastasios I.

Das Byzantinische Reich besaß – im Gegensatz zu anderen Reichen des Mittelalters – auch nach dem Einfall der Araber eine recht straff organisierte und effiziente Bürokratie, deren Zentrum Konstantinopel war. Daher konnte Ostrogorsky von einem Staat im modernen Sinne sprechen. Das Reich verfügte neben einem effizienten Verwaltungsapparat (siehe auch Ämter und Titel im Byzantinischen Reich) auch über ein organisiertes Finanzwesen sowie über eine stehende Armee. Kein Reich westlich des Kaiserreichs China konnte etwa über so große Beträge verfügen wie Byzanz. Zahlreiche Handelsrouten verliefen durch byzantinisches Gebiet und Konstantinopel selbst fungierte als ein wichtiger Warenumschlagsplatz, wovon Byzanz erheblich profitierte, etwa durch den Ein- und Ausfuhrzoll (kommerkion). Die wirtschaftliche Kraft und Ausstrahlung von Byzanz war so groß, dass der goldene Solidus zwischen dem vierten und elften Jahrhundert die Leitwährung im Mittelmeerraum war. Der Kaiser wiederum herrschte de facto fast uneingeschränkt über Reich (das sich immer noch dem Gedanken der Universalmacht verpflichtet fühlte) und Kirche, und dennoch war in keinem anderen Staat eine so große Aufstiegsmöglichkeit in die Aristokratie gegeben wie in Byzanz.

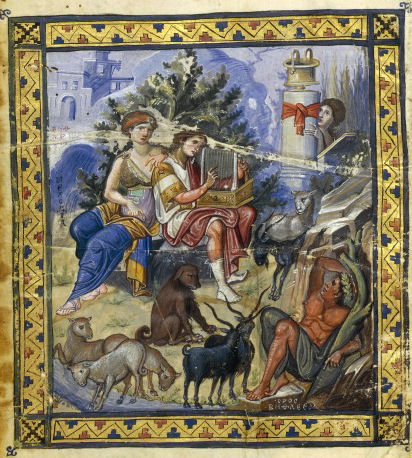
Buchillustration aus dem Pariser Psalter, Hauptwerk der Makedonischen Renaissance

Nur Byzanz, so die zeitgenössische Vorstellung, war die Wiege des „wahren Glaubens“ und der Zivilisation. In der Tat war das kulturelle Niveau in Byzanz zumindest bis ins Hochmittelalter hinein höher als in allen anderen Reichen des Mittelalters. Dabei spielte auch der Umstand eine Rolle, dass in Byzanz wesentlich mehr vom antiken Erbe bewahrt wurde als in Westeuropa; ebenso war der Bildungsstandard lange Zeit höher als im Westen.
In weiten Teilen ist nur wenig über das „Neue Rom“ bekannt. Relativ wenige Aktenstücke sind überliefert, und in Teilen schweigt auch die byzantinische Geschichtsschreibung, die in der Spätantike mit Prokopios von Caesarea einsetzte und im Mittelalter mit Michael Psellos, Johannes Skylitzes, Anna Komnena und Niketas Choniates über einige bedeutende Vertreter verfügte (siehe dazu Quellenüberblick). Wenngleich für einige Zeiträume nur „kirchliche“ Quellen zur Verfügung stehen, darf dies nicht zu der Annahme verleiten, Byzanz sei ein theokratischer Staat gewesen. Die Religion war wohl oft bestimmend, aber die Quellenlage ist in Teilen und besonders für die Periode vom siebten bis neunten Jahrhundert zu dürftig, um ein klares Bild zu erhalten. Umgekehrt hat sich die Forschung auch von der Vorstellung eines byzantinischen Cäsaropapismus, in dem der Kaiser fast absolut über die Kirche geherrscht habe, verabschiedet.

## Militär
Byzanz verfügte während seiner gesamten Geschichte über ein stehendes Heer, ganz im Gegensatz zu den mittelalterlichen Reichen in Europa. Das römische Heerwesen der Spätantike wurde in der mittelbyzantinischen Zeit vollkommen neu organisiert. In der zweiten Hälfte des siebten Jahrhunderts entstanden feste Militärdistrikte (Themen), die lange Zeit die Eckpfeiler der byzantinischen Verteidigung gegen äußere Feinde darstellten. Heer und Flotte zerfielen in je eine Zentraleinheit in der Hauptstadt und die in den Provinzen stationierten örtlichen Truppen, wobei die vier großen Themenarmeen des siebten und achten Jahrhunderts wohl je ca. 10.000 Mann umfasst haben dürften. Insgesamt erwies sich die byzantinische Armee als eine recht effektive Streitmacht (freilich abhängig von den jeweiligen Befehlshabern und Logistik), deren Gesamtstärke aber nur ungefähr schätzbar ist. Im siebten Jahrhundert dürfte sie bei rund 100.000 Mann gelegen haben, im achten Jahrhundert bei ca. 80.000 Mann und um 1000 bei ca. 250.000 Mann. Allerdings verlor die byzantinische Armee im Laufe der Zeit an Schlagkraft, vor allem ab dem 13. Jahrhundert erwiesen sich die Truppen nicht mehr in der Lage, der äußeren Bedrohung effektiv standzuhalten. Byzanz hatte zu dieser Zeit keine ausreichenden finanziellen Mittel mehr und musste sich zudem stark auf Söldner stützen, was die Lage noch einmal verschlimmerte. Mit dem Verlust zentraler Gebiete (vor allem in Kleinasien an die Türken) schrumpfte auch die byzantinische Armee immer mehr zusammen und wurde zu einer marginalen Größe. Die byzantinische Marine, die in mittelbyzantinischer Zeit noch eine wichtige Rolle gespielt hatte, existierte in spätbyzantinischer Zeit kaum noch.

## Kulturelles Fortwirken

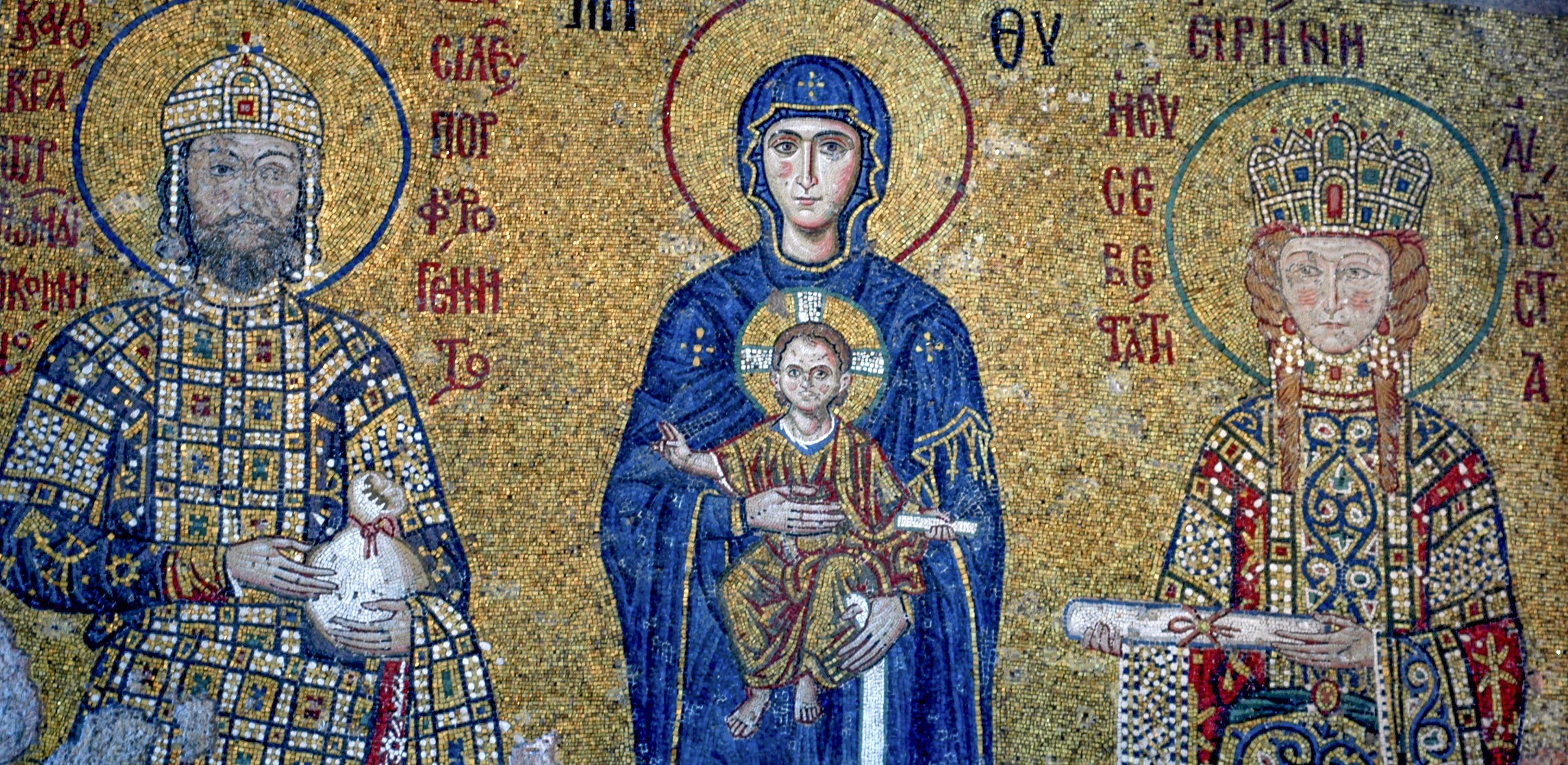
Mosaik aus der Hagia Sophia:
Die Muttergottes mit Johannes II. Komnenos und Kaiserin Irene (um 1118)

Nach dem Fall Konstantinopels 1453 brachten Flüchtlinge aus Byzanz, darunter zahlreiche Gelehrte, ihr naturwissenschaftlich-technisches Wissen und die alten Schriften der griechischen Denker in die westeuropäischen Städte und trugen dort maßgeblich zur Entfaltung der Renaissance bei. Am längsten bestand die byzantinische Kultur auf dem damals venezianischen Kreta fort, die als sogenannte „Byzantinische Renaissance“ in die Geschichte einging. Diese Reste autonomer hellenistisch-byzantinischer Kultur wurden mit der Eroberung der Insel durch die Osmanen 1669 beendet.
Bis heute wirkt die byzantinische Kultur vor allem im Ritus der östlich-orthodoxen Kirchen fort. Durch byzantinische Missionsarbeit verbreitete sich das orthodoxe Christentum bei vielen slawischen Völkern und ist bis in die Gegenwart die vorherrschende Konfession in Osteuropa und Griechenland, in Teilen von Südosteuropa und Kaukasien sowie bei den meisten arabischen Christen. Die byzantinische Kultur und Denkweise hat alle orthodoxen Völker tief geprägt.

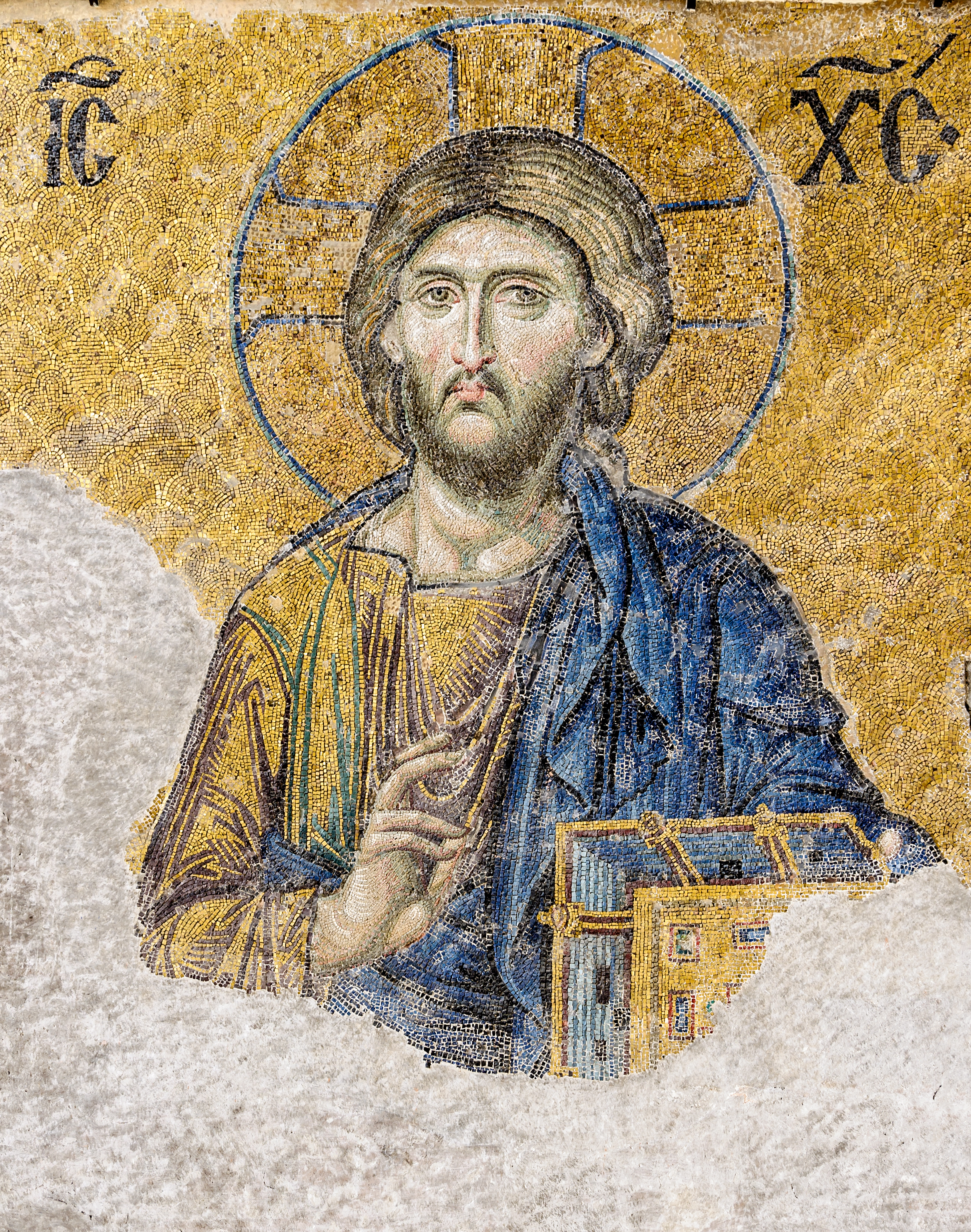
Christus Pantokrator im Deësis-Mosaik der Hagia Sophia (13. Jahrhundert)

Die slawischen Reiche auf dem Balkan und am Schwarzen Meer übernahmen neben der orthodoxen Kirche auch profane byzantinische Bräuche. Vor allem Russland, Serbien, die Ukraine und Belarus, aber auch in etwas kleinerem Maße Bulgarien sollten das Erbe des Byzantinischen Reiches fortführen.
Schon im neunten Jahrhundert kamen die Rus mit Byzanz in Kontakt, wodurch sich – trotz immer wiederkehrender Versuche von Seiten der Rus, Konstantinopel zu erobern – intensive wirtschaftliche und diplomatische Beziehungen zwischen dem Byzantinischen Reich und dem Reich der Kiewer Rus entwickelten, die 988 zum Übertritt der Rus zum orthodoxen Glauben führten. In den folgenden Jahrhunderten wurden auf ostslawischem Gebiet zahlreiche prachtvolle Kirchen nach byzantinischem Vorbild gebaut. So hat russische Architektur und Kunst neben (meist späteren) skandinavischen und ursprünglich slawischen vor allem byzantinische Wurzeln. Dasselbe betrifft in vollem Maße auch die Architektur und die Kunst der Ukraine und von Belarus.
Nach dem Untergang des Byzantinischen Reichs übernahm dann das russische Moskowiterreich in vielen Teilen byzantinisches Zeremoniell. Der Patriarch von Moskau errang bald eine Stellung, deren Bedeutung der des Patriarchen von Konstantinopel ähnelte. Als wirtschaftlich mächtigste orthodoxe Nation betrachtete sich Russland bald als Drittes Rom in der Nachfolge Konstantinopels. Iwan III., Herrscher des Großfürstentums Moskau, heiratete die Nichte von Konstantin XI., Zoe, und übernahm den byzantinischen Doppeladler als Wappentier. Iwan IV., genannt „der Schreckliche“, war der erste moskowitische Herrscher, der sich schließlich offiziell zum Zaren krönen ließ.
Aber auch die osmanischen Sultane betrachteten sich als legitime Erben des Byzantinischen Reiches, obwohl die seldschukischen und osmanischen Türken jahrhundertelang Erzfeinde der Rhomäer waren und das Byzantinische Reich letztlich erobert hatten. Schon Sultan Mehmed II. bezeichnete sich als „Kayser-i Rum“ (Kaiser von Rom) – die Sultane stellten sich somit ganz bewusst in die Kontinuität des (Ost-)Römischen Reiches, um sich zu legitimieren. Das Osmanische Reich, das sich in der Auseinandersetzung mit Byzanz entwickelte, hatte mit diesem mehr als nur den geografischen Raum gemeinsam. Der Historiker Arnold J. Toynbee bezeichnete das Osmanische Reich – allerdings sehr umstritten – als Universalstaat des „christlich-orthodoxen Gesellschaftskörpers“. Eine staatsrechtliche Fortsetzung fand das Byzantinische Reich in ihm jedenfalls nicht.
Nicht zuletzt lebt das kulturelle und sprachliche Erbe von Byzanz in den heutigen Griechen fort, vor allem im modernen Griechenland und auf Zypern sowie in der griechisch-orthodoxen Kirche (vor allem auch im Patriarchat von Konstantinopel in Istanbul). Bis zum Anfang des 20. Jahrhunderts deckte sich das griechische Siedlungsgebiet zudem noch in weiten Teilen mit den byzantinischen Kernländern.
Besonders die Anhänger der Megali Idea wollten Anfang des 20. Jahrhunderts ein neues Byzantinisches Reich, eine Art hellenisches Großreich mit Konstantinopel als Hauptstadt erschaffen.

## Demographische Verhältnisse
Das Byzantinische Reich war ein polyethnischer Staat, der außer Griechen unter anderem auch Armenier, Illyrer und Slawen, in spätantiker/frühbyzantinischer Zeit zudem Syrer und Ägypter (kleinere Teile zogen nach dem Verlust dieser Provinzen auch ins Kernreich) sowie stets eine jüdische Minderheit einschloss. Die meisten Gebiete, über die sich das Byzantinische Reich erstreckte, waren seit Jahrhunderten hellenisiert, also dem griechischen Kulturkreis angeschlossen. Hier lagen bedeutende Zentren des Hellenismus wie Konstantinopel, Antiochia, Ephesos, Thessaloniki und Alexandria; hier bildete sich auch die orthodoxe Form des Christentums heraus. Athen blieb in der Spätantike weiterhin wichtiges Kulturzentrum, bis Kaiser Justinian 529 die dortige neuplatonische Schule der Philosophie verbieten ließ. Anschließend verschoben sich die demographischen Verhältnisse, da die neben der Hauptstadt wirtschaftlich und militärisch bedeutsamsten Gebiete die orientalischen Provinzen des Reiches waren. Als diese verloren gingen, spielte Kleinasien eine wichtige Rolle, erst seit dem Frühmittelalter auch wieder der Balkan. Als Kleinasien nach 1071 teilweise und im 14. Jahrhundert endgültig an türkische Invasoren fiel, begann der Niedergang von der Groß- zur Regionalmacht und schließlich zum Kleinstaat.
Die Bevölkerung lag in spätantiker Zeit wohl bei ca. 25 Millionen, wenngleich nur Schätzungen möglich sind; Konstantinopel mag in dieser Zeit bis zu 400.000 Einwohner gezählt haben. Die Bevölkerungszahlen gingen bereits Mitte des 6. Jahrhunderts infolge von Seuchen und Kriegen zurück (genaue Zahlen sind nicht zu ermitteln), es folgte auch ein urbaner Niedergangsprozess, wenngleich es ab dem 9. Jahrhundert wieder zu einer demographischen und wirtschaftlichen Neubelebung kam. Zu Beginn des 11. Jahrhunderts wird das Reich wohl rund 18 Millionen Einwohner gezählt haben. Die folgende Zeit war vor allem ab dem 13. Jahrhundert geprägt von starken Gebietsverlusten, entsprechend nahm die Einwohnerzahl stark ab; diese Tendenz war nicht wieder umzukehren, wobei auch die Hauptstadt immer mehr entvölkert wurde.

## Grundlinien der Rezeption
Die ältere, westliche Forschungsmeinung sah in Byzanz oft nur eine dekadente, halborientalische „Despotie“, so etwa Edward Gibbon. Dieses Bild wurde durch John Bagnell Bury, Cyril Mango, Ralph-Johannes Lilie, John F. Haldon und andere längst verworfen. Es wird inzwischen immer darauf hingewiesen, dass Byzanz als Vermittler von kulturellen Werten und dem Wissen der Antike Unschätzbares geleistet hat. Es war zudem der „Schutzschild“ Europas über viele Jahrhunderte hinweg, erst gegenüber den Persern und Steppenvölkern, später gegenüber den muslimischen Kalifaten und Sultanaten. Ironischerweise konnte das Byzantinische Reich diese Funktion erst nach der verheerenden Plünderung Konstantinopels durch die Kreuzfahrer im Jahr 1204 nicht mehr wahrnehmen.